# Ngựa cưỡi

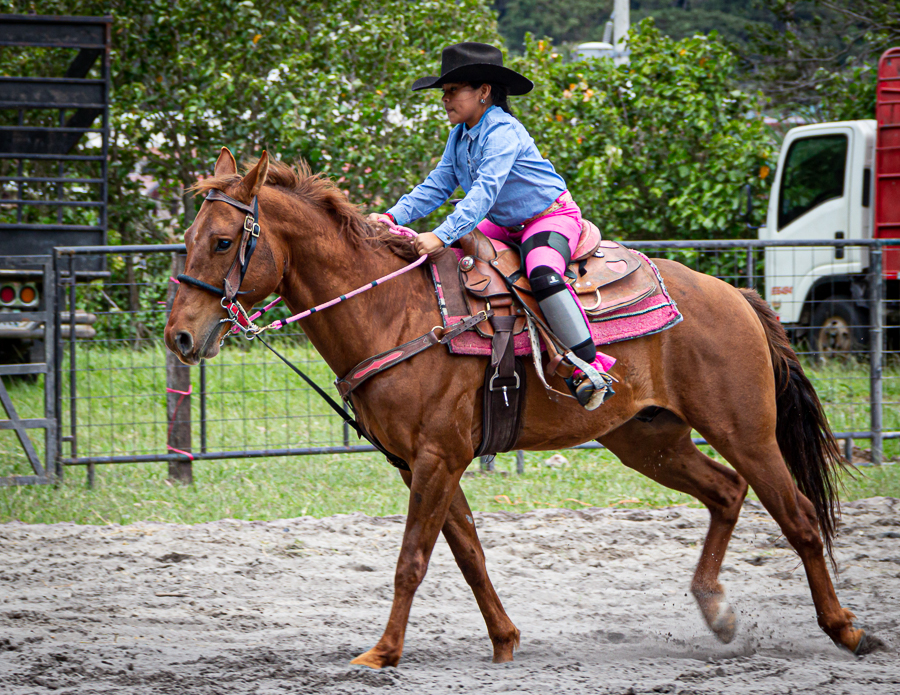
Một con ngựa cưỡi ở Panama

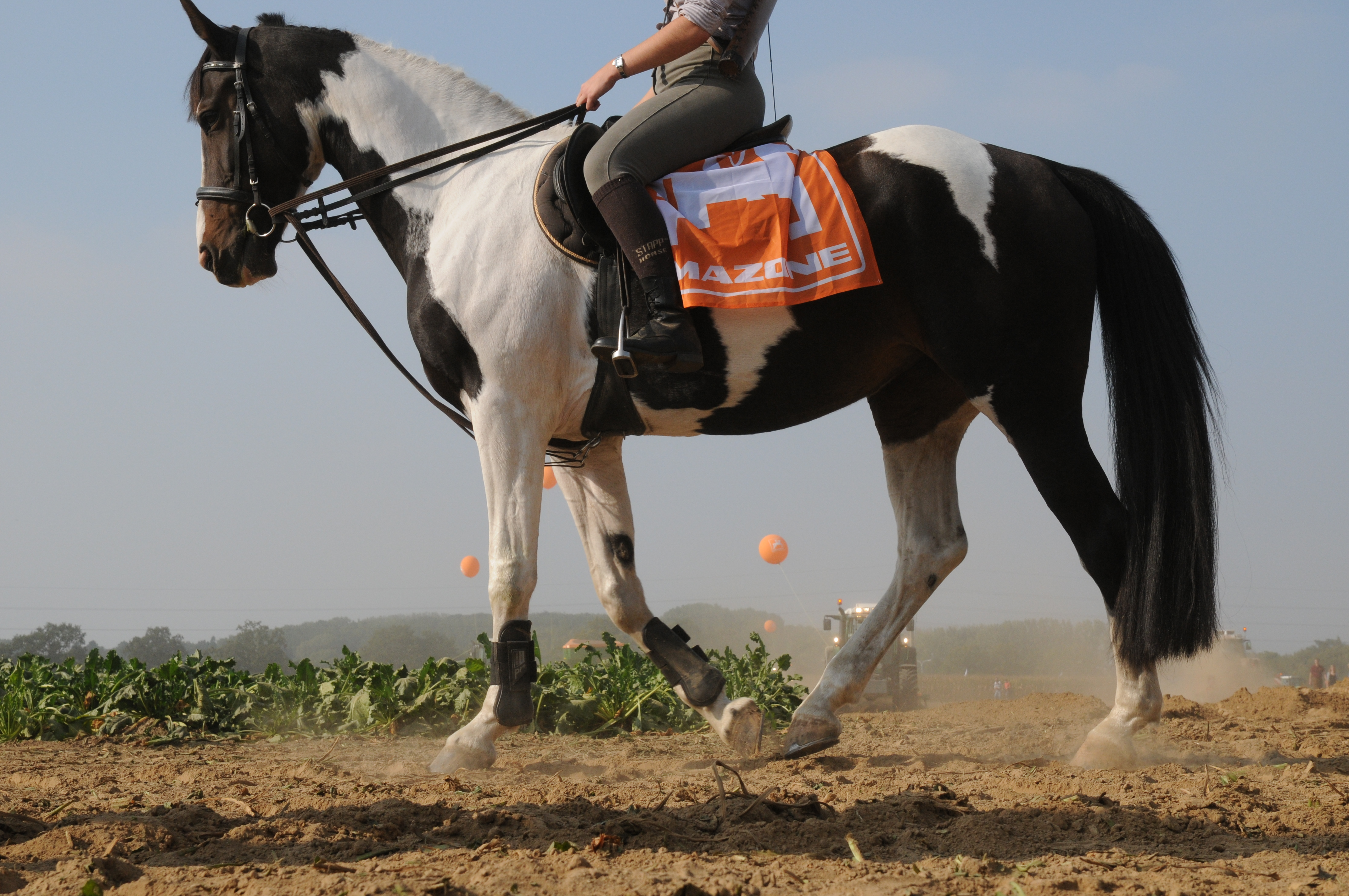
Một con ngựa cưỡi thể thao

Ngựa cưỡi hay ngựa yên hay cưỡi ngựa là tên gọi chỉ chung cho những giống ngựa được sử dụng cho mục đích để cưỡi, nó có thể sử dụng cho hoạt động chuyên chở, cưỡi ngựa thể thao, giải trí, du lịch, đua ngựa, trong chiến tranh, ngựa cưỡi cũng được sử dụng phổ biến, nhất là trong đánh trận và ngày nay là môn đua ngựa. Nhiều giống ngựa khác nhau được lai tạo cho phù hợp với cưỡi ngựa và chúng đã có nhiều thay đổi tùy thuộc vào công việc của chúng.
Cưỡi ngựa là môn thể thao đòi hỏi người chơi phải biết tương tác với con vật. Người cưỡi ngựa phải học rất nhiều từ ngựa, từ cách ngồi thoải mái trên lưng ngựa cho đến việc phải hiểu tính nết của nó để điều khiển theo ý mình, sự tương tác này giúp các người cưỡi ngựa biết ứng xử bình tĩnh và kiểm soát tình huống tốt hơn. Việc dành thời gian chăm sóc và cưỡi ngựa có thể giảm mức độ căng thẳng cho thanh thiếu niên, cưỡi ngựa còn có thể được phát triển thành một dạng liệu pháp giúp đỡ bệnh nhân có vấn đề về tâm lý. Ngoài rèn luyện sức khỏe, cưỡi ngựa giúp các học viên có thêm tình yêu động vật.

## Lịch sử

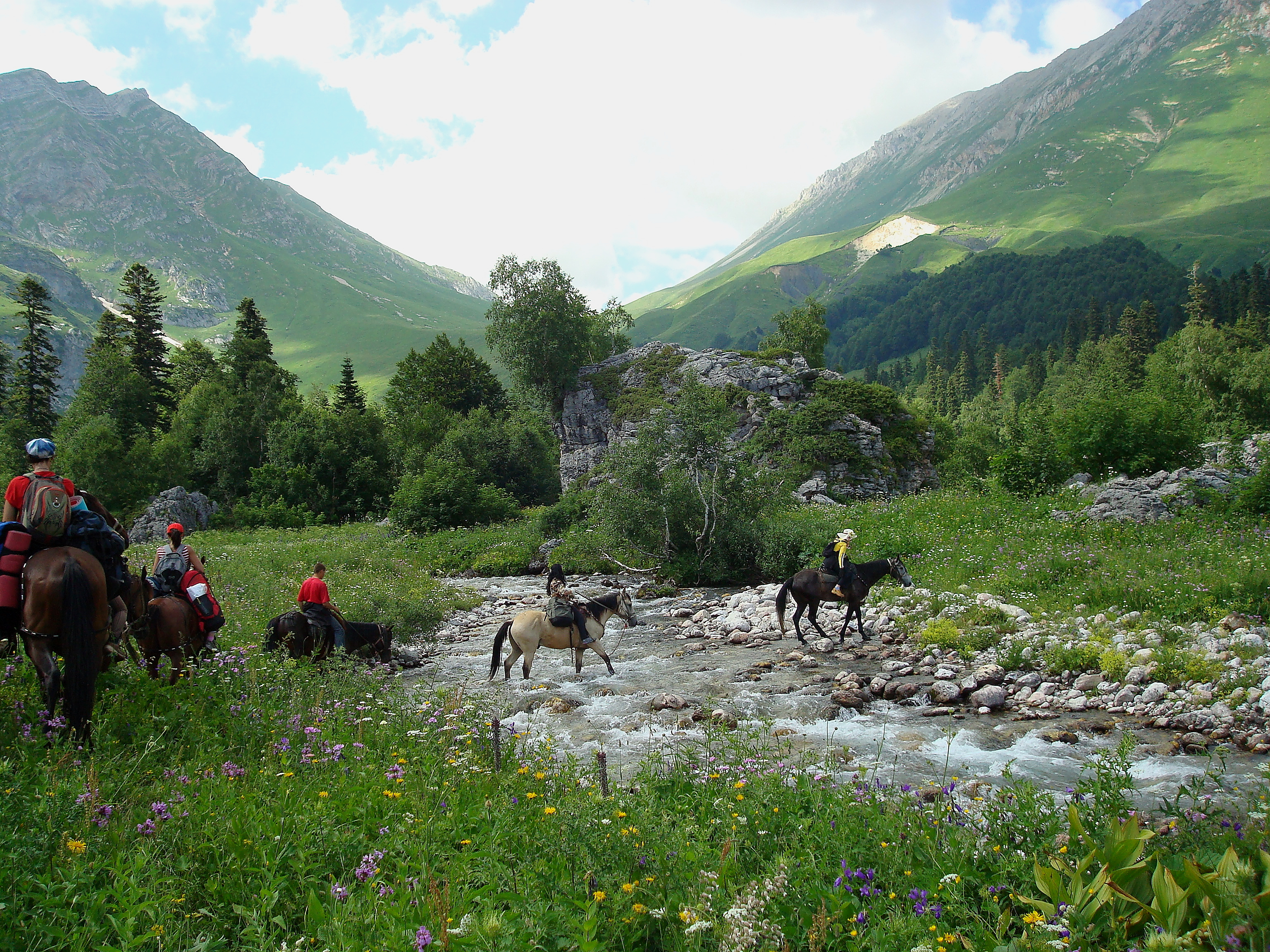
Cưỡi ngựa vượt suối ở Nga

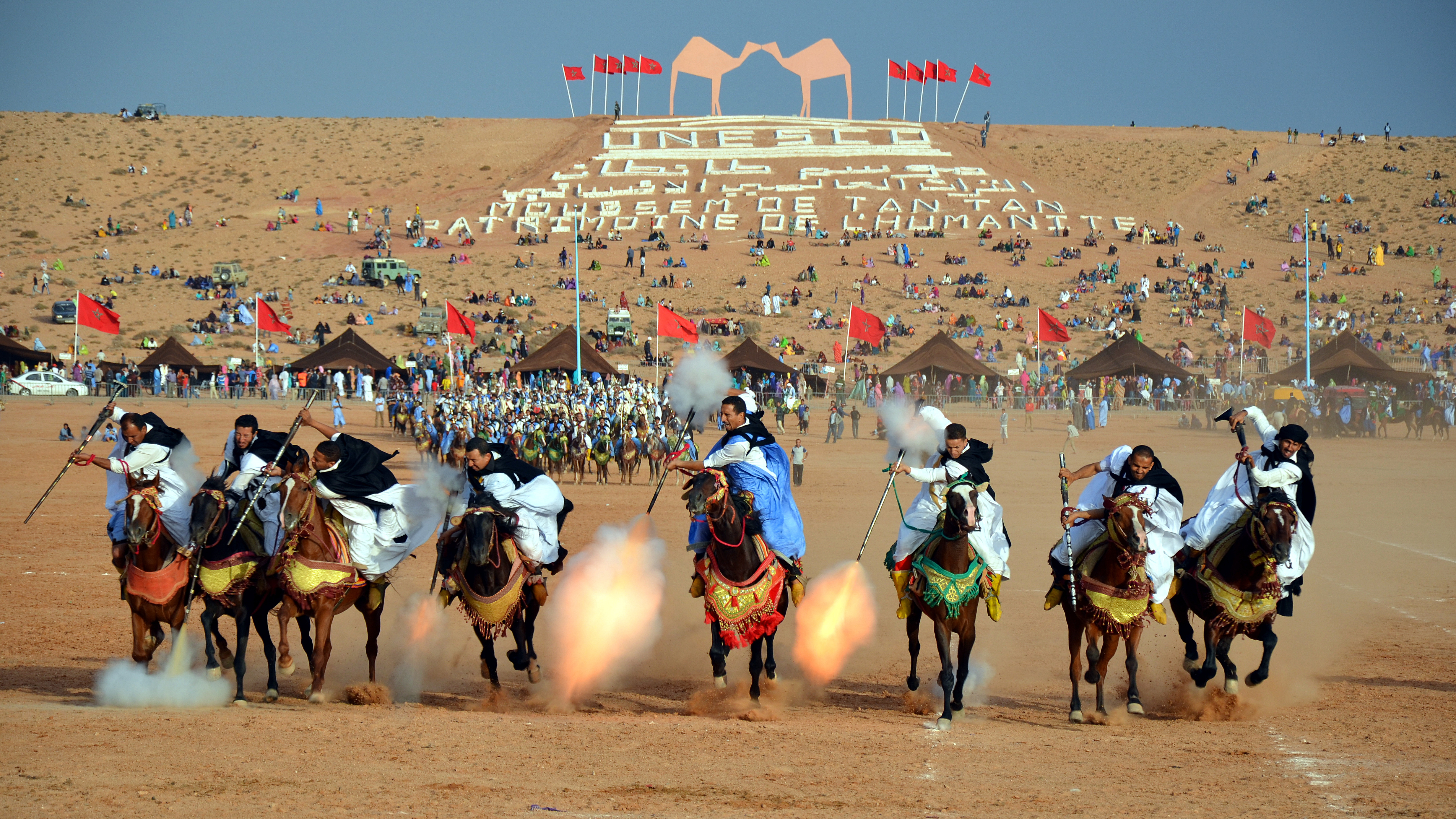
Người bộ lạc Sahrawi biểu diễn tại Lễ hội fantasia ở Tan-Tan, Morocco.

Hiện không rõ chính xác khi nào con ngựa được cưỡi đầu tiên vì sự thuần hóa sớm đã không tạo ra những thay đổi thể chất đáng chú ý ở ngựa. Tuy nhiên, có những bằng chứng cụ thể chắc chắn rằng con ngựa đã được cưỡi bởi những người thời cổ trong nền văn hoá Botai trong thời đại đồ đồng, khoảng 3600-3100 TCN. Bằng chứng sớm nhất cho thấy con ngựa được cưỡi vào khoảng năm 3500 trước Công nguyên, nơi những bằng chứng từ những chiếc xương sọ ngựa được tìm thấy tại địa điểm ở Kazakhstan. Sau khi thuần hóa ngựa và huấn luyện ngựa, nó được dùng để cưỡi trong các trận chiến.
Trong những di chỉ mà người ta tìm thấy, người Ai Cập đã biết cưỡi ngựa khoảng 2000 năm trước TL, tuy nhiên thời kỳ đó họ chỉ cưỡi trơn không yên cương và chưa biết cách điều khiển con vật. Họ ngồi chàng hảng trên mông vì thời kỳ đó giống ngựa chưa đủ mạnh để ngồi trên lưng. Phải đến khoảng thế kỷ thứ 8 trước TL, sau khi pha nhiều giống ngựa khác nhau, người ta mới có được giống đủ tốt để có thể cưỡi và đủ linh động để sử dụng cung tên khi di chuyển.
Những dân tộc ở Trung Á, Ba Tư, Afghanistan là những người du mục đầu tiên biết cách nuôi và huấn luyện chúng. những con ngựa tốt được lai giống đầu tiên là ở Tây Á. Vào khoảng 1000 năm TCN, được dùng sử dụng trong các trận chiến. Các hiệp sĩ Châu Âu rất ưa chiến đấu trên lưng ngựa đực, còn các kị binh Ả Rập lại thích dùng ngựa cái vì ngựa cái phi êm, không hay đòi ăn, thuận lợi cho phục kích kẻ địch vì chúng không hay hí. Khi phi nước kiệu, kiểu chạy nhanh nhất, ngựa có thể đạt tốc độ 60 km/h trong cự ly 150m.
Thời nhà Nguyễn, ngựa được đưa về kinh đô sung vào chuồng ngựa ngự dụng. Các con ngựa thuần để cỡi cũng khá nhiều, bất kỳ thân hào khá giả nào cũng đều có ngựa cỡi riêng. Ngựa cưỡi của phổ biến ở những thân hào, chức sắc, nhà giàu ở nông thôn nuôi ngựa cưỡi. Nó là phương tiện đi lại cũng như chiếc xe đạp thông dụng từ 1955. Những người phu trạm chuyển công văn, những người lính lệ đi việc công cũng dùng ngựa. Công văn khẩn ngoài phong bì đóng dấu 2 chữ "mã thượng" (馬上). Ở cấp huyện còn có những con ngựa công cộng. Thời kỳ kháng chiến chống Pháp ngựa cũng rất đắc dụng, ở vùng núi và cao nguyên cán bộ đi công tác bằng ngựa.
Một trong những ưu điểm của việc cưỡi ngựa là khi di chuyển trên những cánh đồng cỏ rộng lớn, kỵ sĩ có vị thế ngồi cao hơn, có thể nhìn được xa hơn và cũng chạy nhanh hơn, cưỡi ngựa còn làm cho con người cảm thấy uy nghi hơn. Chính vì vậy mà chúng được sử dụng thông dụng trong chiến tranh. Ngựa cảnh sát được sử dụng để thực thi pháp luật trong thời bình từ thế kỷ 17 và chính thức được gắn đơn vị cảnh sát vào năm 1805. Đơn vị ngựa đầu tiên có trụ sở tại London đã tạo thành công lớn. Tuy nhiên, số lượng ngựa cảnh sát đang dần suy yếu do sự ra đời của xe máy cảnh sát và các phương thức giao thông khác. Ngày nay một số giống ngựa dùng làm ngựa biên phòng.

## Tổng quan

### Trang bị

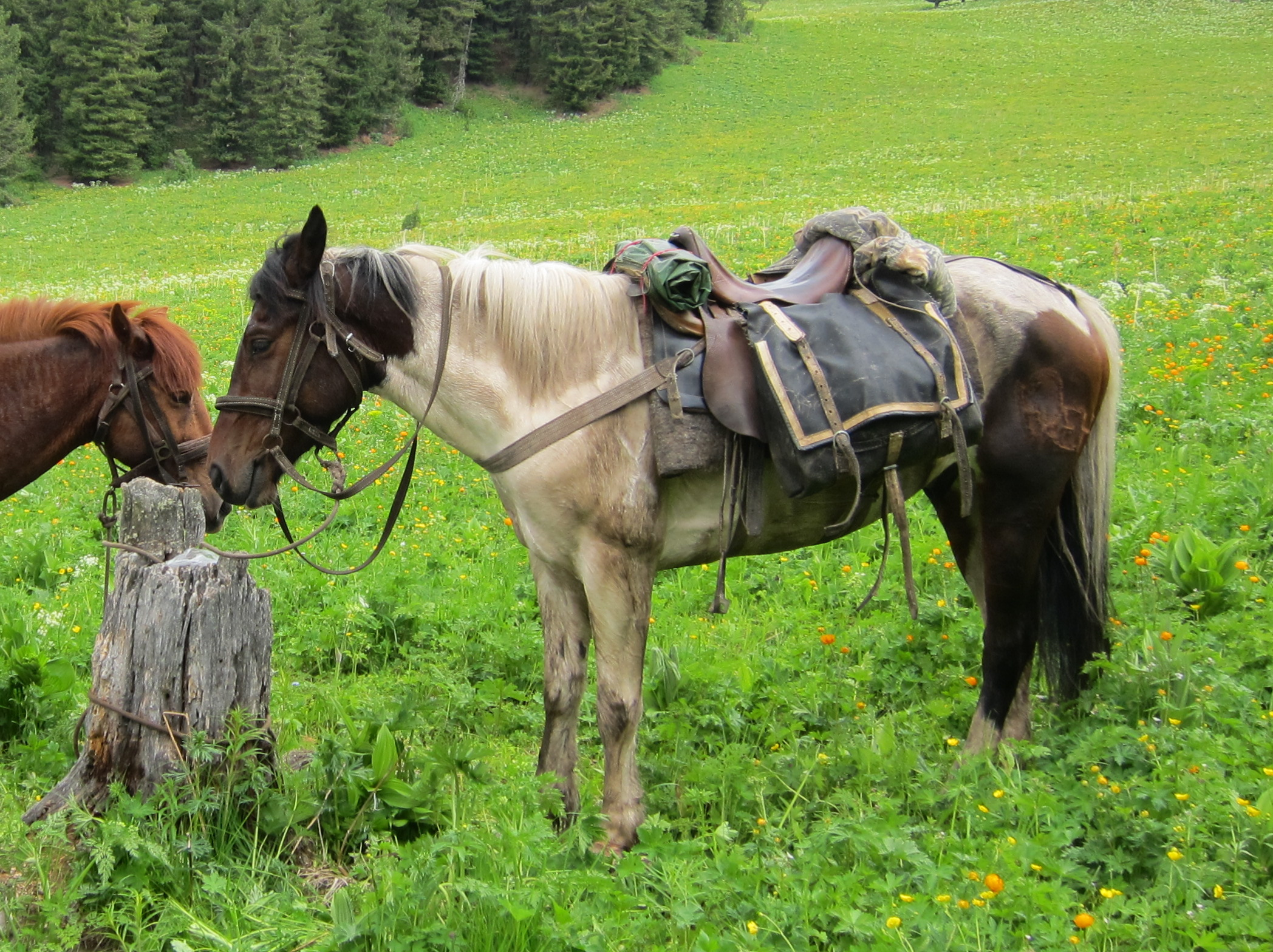
Trang bị yên cương của một con ngựa

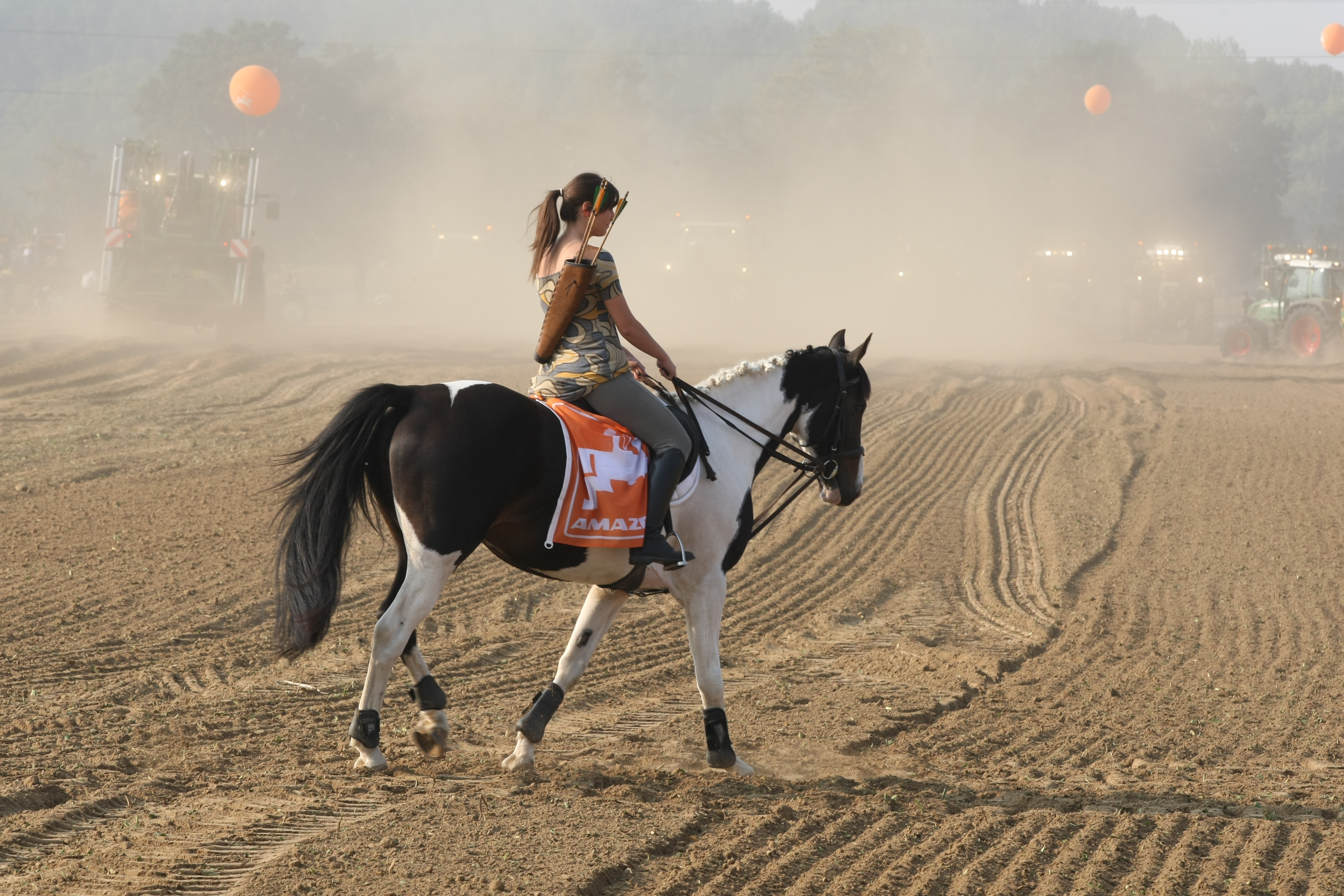
Cưỡi ngựa thể thao

Ngựa cưỡi thường được chăm sóc bề ngoài nhiều hơn, hớt bờm hớt gáy cho đẹp. Giàm của ngựa cưỡi cũng thắt đẹp, bằng dây tra loại nhỏ, tốt, hoặc dây gai, trước mũi dùng dây mây vót mỏng thắt những con ốc khá cầu kỳ, hai bên miệng ngựa có hai miếng róc rách tiện hình trái tim. Ngựa cỡi dùng kiều da. Thắng đái (dây choàng xuống bụng), hậu thu (dây vòng qua cậy đuôi, hai dây này giữ vững kiều trên lưng ngựa) có khuyết gài giống như dây nịt. Chân đứng hay bàn đạp (nơi đặt bàn chân) bằng kim khí. Thêm một vòng lục lạc nơi cổ. Điều khiển ngựa bằng cương và roi như câu "Ngựa roi, voi búa". (Người nài dùng búa điều khiển voi).
Cương là sợi dây nối liền với giàm, khi khớp đưa cương luồn qua miệng ngựa, thành một dây vòng có độ dài từ giàm đến tay người ngồi trên yên. Roi thường dùng roi vấn, đánh bằng nhợ gai, dài độ năm tấc, mút roi nhỏ hơn, đoạn trên lớn hơn dính liền vào cán roi ngắn bằng gỗ tiện, có một khuyết để tròng vào cổ tay và móc treo khi không dùng đến. Cán roi bằng ngà càng sang trọng hơn. Khi lên yên rồi, giật cương là ra lệnh cho ngựa chạy, thả cương là để ngựa đi từ từ thong thả, gò cương là bảo ngựa đứng lại. Có con ngựa nhẹ cương, giật sơ đã chạy, có con ngựa nặng cương phải giật mạnh và giục liên hồi. Cái roi thường để biểu hiện quyền uy nhiều hơn, người ta ít đánh ngựa, có đánh cũng đánh nhẹ, hoặc chỉ vụt vụt ngoài không khí với những con ngựa nhẹ roi, thỉnh thoảng mới đánh khi gặp con ngựa nặng roi.
Một trong những bộ phận quan trọng để cưỡi ngựa là chiếc yên, giúp cố định và giữ thăng bằng cho người ngồi trên lưng ngựa, để có chiếc yên ngựa đúng chuẩn là niềm mơ ước. Muốn cưỡi ngựa chỉ có cách lót bao bố lên lưng ngựa rồi chằng dây dọc ngang và kéo cương mà phi. Thời điểm đó hỏi mua yên không ai bán, nhờ đóng yên không ai biết làm. Tại Đà Lạt bỗng dưng xuất hiện những chiếc yên ngựa tựa yên của Pháp, nhưng lại được bọc bằng simili nhiều màu đẹp mắt đã thu hút giới nài ngựa ở các khu du lịch hồ Than Thở, Thung lũng Tình yêu, Chúa Tàu
Yên ngựa rất đa dạng, riêng yên gù có kiểu Pháp, kiểu Mỹ, kiểu Trung Quốc rồi yên gù có yếm hay không có yếm, yên ngựa làm dịch vụ du lịch phải khác yên của ngựa đua.Khó nhất là việc đẽo bộ cốt từ những thớt gỗ dầu, lưỡi bào phải tự chế. Việc lót mút và bọc da cũng đòi hỏi sự khéo tay, yên có thêm lớp yếm phải mất thêm thời gian. Với yên bành phải lót sao cho cân đối với lưng ngựa, chân đai phải dài vì yên bành thường dùng để cưỡi ngựa đi dạo, ngồi phải thoải mái. Còn ngựa đua phải dùng yên gù, đai ngắn để đầu gối kỵ sĩ có thể cặp sát mình ngựa mà thúc, tùy theo mục đích sử dụng phải đóng loại yên phù hợp và an toàn cho cả ngựa và người cưỡi.

### Giống ngựa

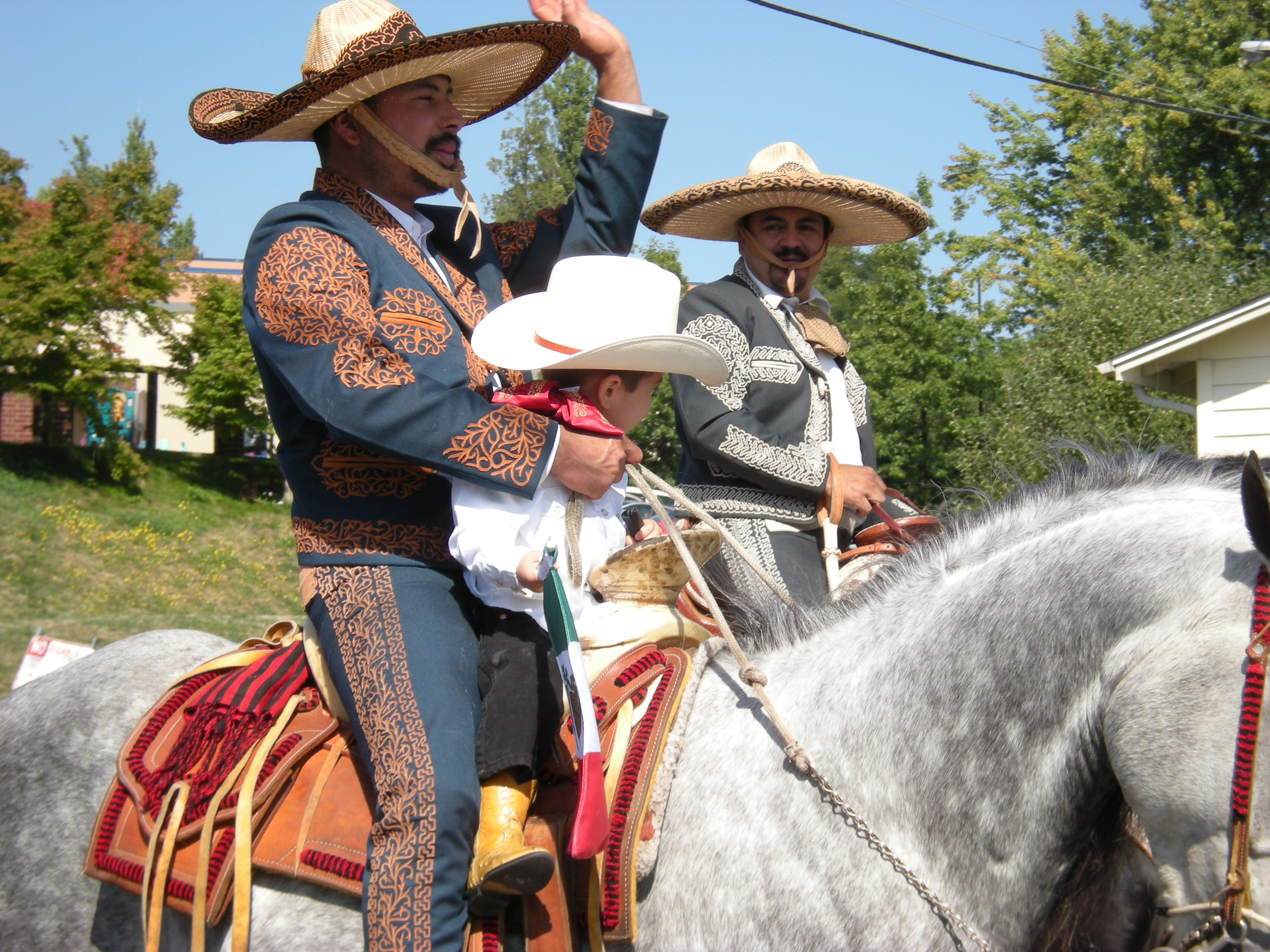
Trong trang phục truyền thống của Mexico trên ngựa trong cuộc diễu hành Fiestas Patrias năm 2008 ở South Park, Seattle, Washington.

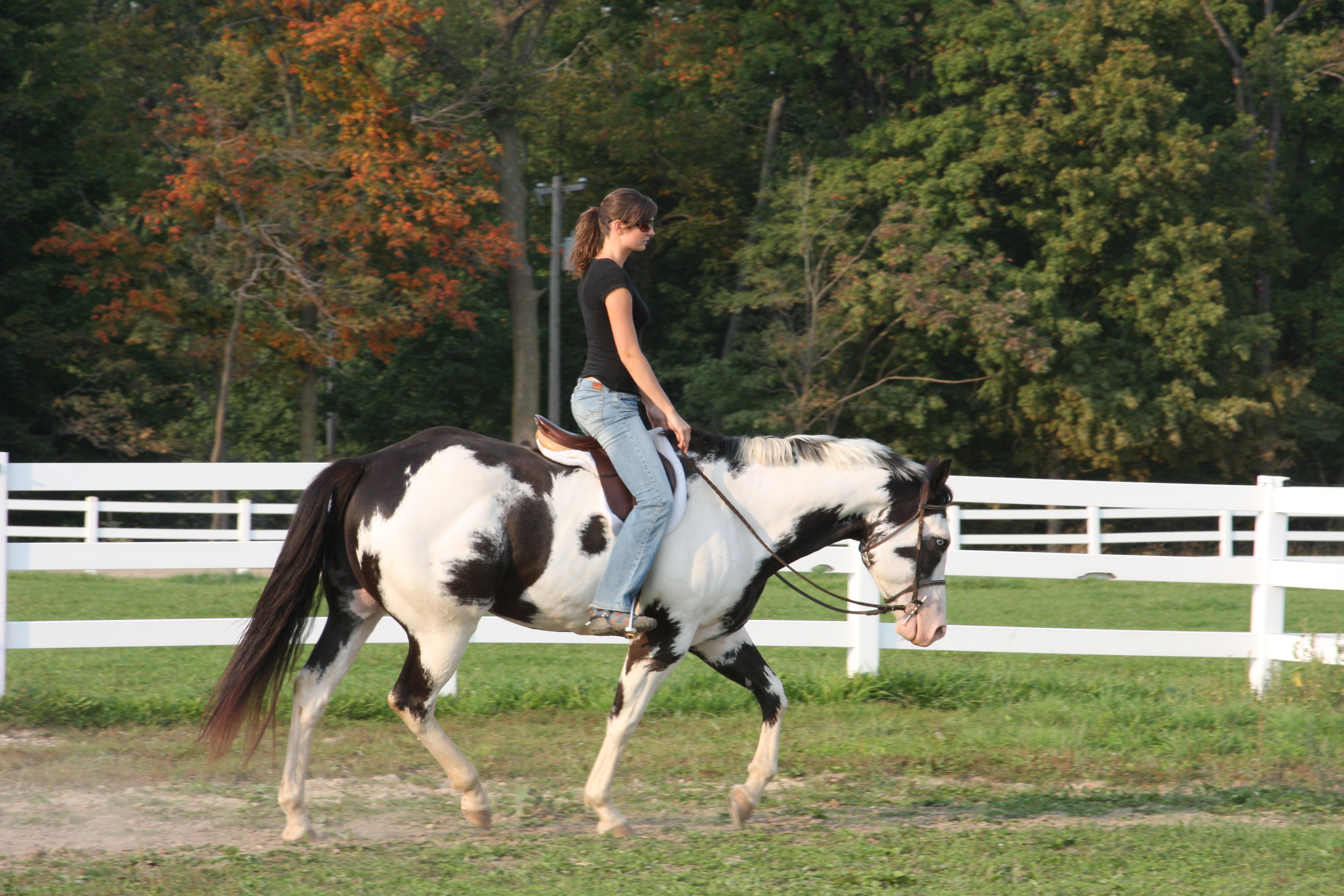
Một cô gái đang cưỡi ngựa

Ngựa phục vụ cho việc cưỡi được lai tạo ra từ nhiều giống. Những giống ngựa cưỡi thường có kích thước lớn hơn, bắt đầu vào khoảng 15,2 hands (62 inches-157 cm) thông thường cao khoảng 17 hands (68 inch, 173 cm), trọng lượng 500–600 kg (1.100 đến 1.300 lb) hoặc khoảng bình thường cao ít nhất 16 hands (64 inch-163 cm) và có thể cao đến 18 hands (72 inch-183 cm) nó có thể nặng từ khoảng 700 đến 1.000 kg (1.500 đến 2.200 pounds). Trung bình chúng cao từ 142 cm đến 157 cm, nặng từ 350 kg đến 600 kg. Chân chúng phải chắc khỏe.
Ngựa cưỡi cũng được phân loại "ngựa máu nóng" (hot-bloods), "ngựa máu lạnh" (cold-bloods), "ngựa máu ấm" (warm-bloods), không phải dựa trên thân nhiệt, mà dựa trên tính khí và năng lượng của ngựa. Những con "Ngựa máu nóng" là các dòng ngựa phương đông như ngựa Á Rập (Arabian horse), ngựa Akhal-Teke (ở Turkmenistan), ngựa Bắc Phi/Barb (ở Bắc Phi), ngựa Thuần Chủng/Thoroughbred (tuyển từ ngựa Phương Đông) của Anh. Ngựa máu nóng dễ dạy, can trường, tính khí tốt, khôn, chạy nhanh và linh động. Thân thể cân xứng, mỏng da, và chân dài. Ngựa này huấn luyện để chạy đua và dùng trong kỵ binh.
Nhiều con ngựa cưỡi thuộc giòng Ngựa nhẹ hay khinh mã (Light horses) vì chúng có dáng đẹp, chạy nhanh: Là những giống ngựa có xương nhỏ, chân mỏng và trọng lượng quy ước ít hơn 1300 pounds. Giống "Light horses" thường có khoảng chiều cao từ 14 đến 16 hands tương đương (56-64 inch-142-163 cm) nặng khoảng 380–550 kg (840 đến 1.200 lb). Những giống ngựa nhẹ điển hình chẳng hạn như giống ngựa Thuần Chủng (Thoroughbreds), ngựa Quarter (ngựa một phần tư dặm), ngựa Morgan, ngựa Ảrập, ngựa yên (Saddlebred) và ngựa Tennessee Walker.
Ngựa nặng hay trọng mã (Heavy horses) cũng được sử dụng làm ngựa cưỡi bởi chúng có sức khỏe, có thể trụ được sức nặng của người cưỡi, nhất là khi người cưỡng trang bị nhiều vật dụng nặng nề. Những dòng ngựa này có thể nặng quy ước trên 2000 pounds, rất mạnh, xương lớn, chân to chắc, mạnh mẽ. Các giống ngựa điển hình như ngựa Percheron, ngựa Clydesdale, ngựa Shire, ngựa Bỉ và ngựa Suffolk. Giống ngựa này là vật được các chàng hiệp sĩ với áo giáp nặng nề thời Trung Cổ thường dùng để cưỡi khi lâm chiến. Nay chúng dùng cho mục đích ngựa kéo.

## Kỹ thuật
Cưỡi ngựa là một môn thể thao có kỹ thuật khó, đòi khỏi người cưỡi phải phối hợp các động tác và phối hợp thật ăn ý với con ngựa để có thể cưỡi ngựa một cách thuần thục nhất và tránh chấn thương xảy ra (ngã ngựa).

### Khởi động

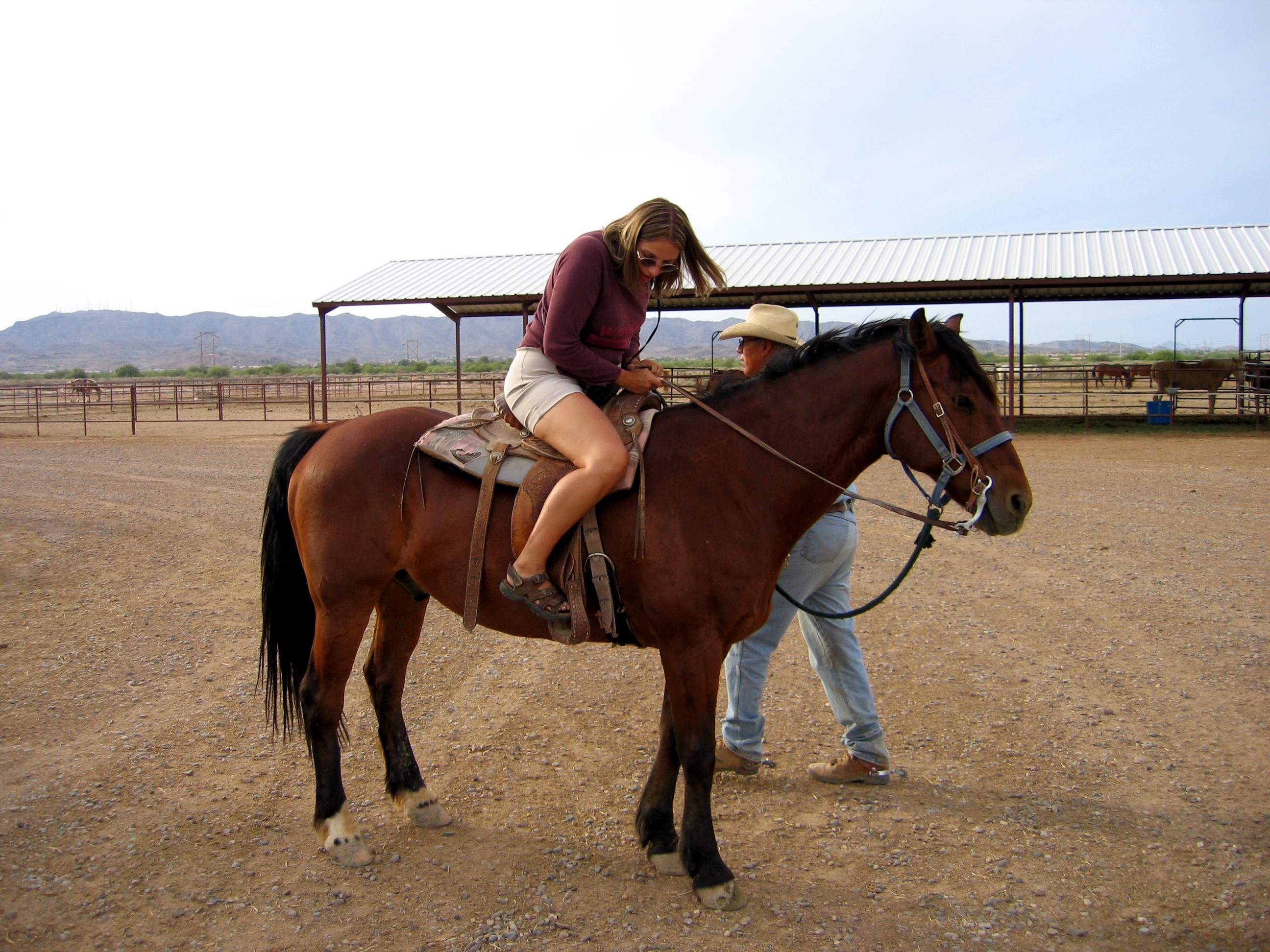
Một học viên đang làm quen với việc cưỡi ngựa

Trước khi vào sân tập, học viên phải đội mũ bảo hiểm, mang giày, hướng dẫn khởi động tay, đầu, cổ nhằm tránh các chấn thương có thể xảy ra trong quá trình tập luyện. Đồng thời trên yên ngựa mọi người khởi động tay, đầu, cổ, vai, hông nhằm tránh các chấn thương có thể xảy ra trong quá trình tập luyện. Việc khởi động mất khá nhiều thời gian. Trước khi tập, học viên phải thực hiện các động tác khởi động trên lưng ngựa: xoay tay, vai, cổ, đồng thời, các học viên cũng được học phản xạ các tư thế ngã để hạn chế chấn thương
Sau các bài khởi động, học viên được tự tay mình điều khiển ngựa chạy. Trước khi vào sân tập, học viên phải đội mũ bảo hiểm, mang giày. Người cởi phải đội mũ bảo hiểm, chân mang giày thể thao ngồi trên lưng ngựa và được huấn luyện viên hướng dẫn cách dùng dây cương và các động tác để điều khiển ngựa rẽ trái, rẽ phải, dừng lại. Các học viên được nài ngựa dắt một vài vòng quanh sân, những chú ngựa được thắng yên chắc chắn vào sân và họ sẽ ở cạnh học viên trong suốt buổi học để giữ cương và giữ thăng bằng. Mỗi học viên tự vào chuồng chọn cho mình một con ngựa ưng ý rồi tự đóng yên cương. 

### Bài tập

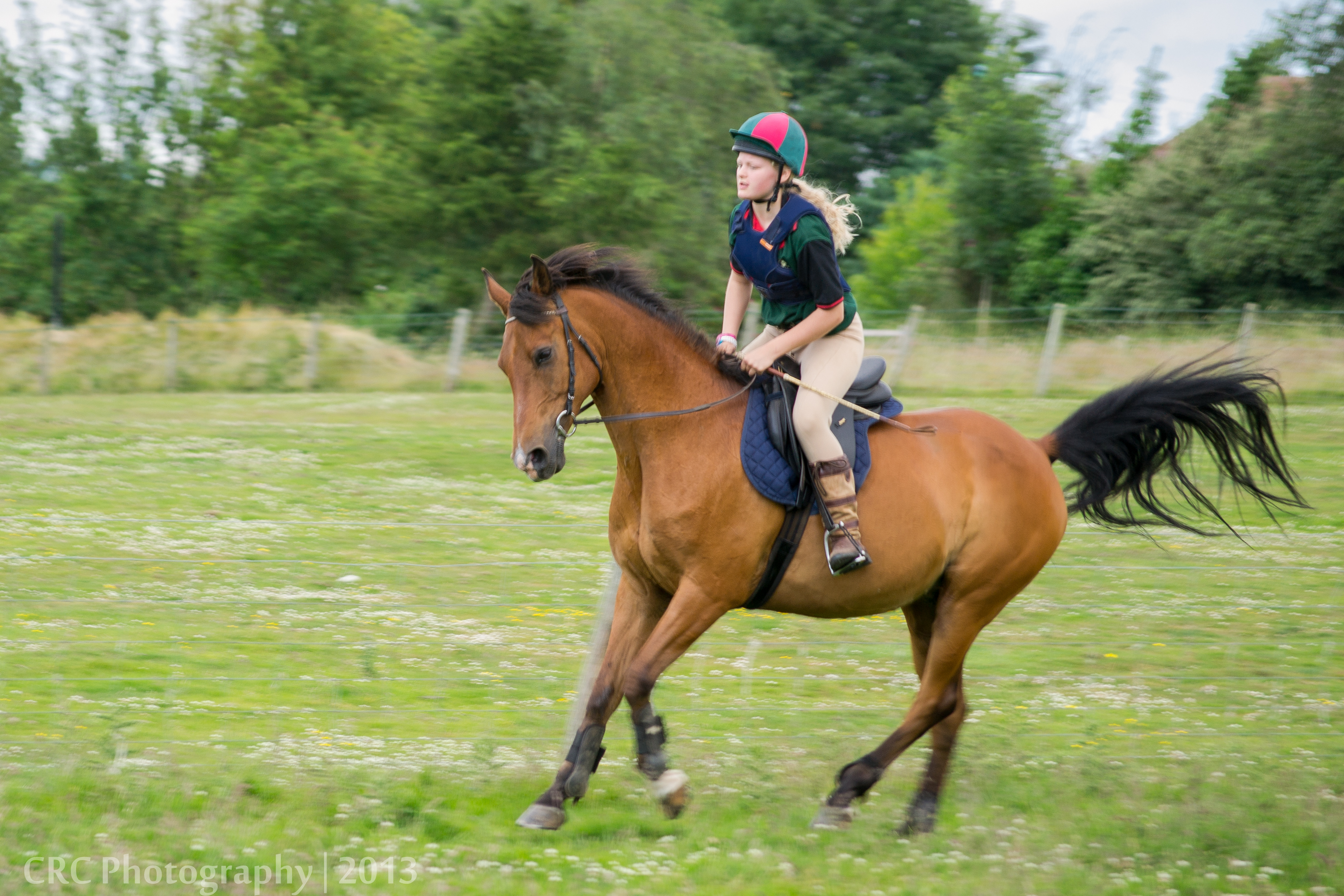
Học viên cưỡi ngựa đang tập tư thế khó

Để có thể tự điều khiển ngựa một cách thuần thục, học viên phải tập luyện 2 buổi/tuần trong thời gian tối thiểu là 6 tháng. Với những kỹ thuật khó như cưỡi ngựa vượt chướng ngại vật, học viên phải mất hơn một năm mới đủ điều kiện theo học do kỹ thuật này có độ khó rất cao. Một bài tập cưỡi ngựa được hướng dẫn kéo dài 45 phút, đồng thời đã cưỡi ngựa là phải bị té nhiều lần. Mỗi tuần các học viên đều phải thay ngựa cưỡi để tập tiến bộ vì mỗi con ngựa là một cá tính khác nhau.
Các bài tập cơ bản như cầm cương, giữ ngựa thăng bằng, điều khiển ngựa rẽ phải, rẽ trái. Khi mới tập, khó nhất là động tác giữ thăng bằng trên lưng ngựa. Tập quen rồi thì động tác xoay người 360 độ trên yên ngựa là kỹ thuật khó nhất đối với người học. Sau khi thực hiện thuần thục các tư thế và cách điều khiển ngựa, từng nhóm từ 1 đến 2 học viên sẽ điều khiển ngựa theo hiệu lệnh của huấn luyện viên như: cho ngựa đi nước kiệu, đi vòng tròn, đi thẳng. Đối với trẻ em, bài học là những trò chơi kết hợp các biện pháp giữ thăng bằng: nhắm mắt, dang tay ngồi trên lưng ngựa, đứng, nằm trên lưng ngựa.
Ở trình độ nâng cao, các học viên được học các động tác khó như nhảy rào, vượt chướng ngại vật. Các học viên ngồi trên lưng ngựa tập trung thực hiện những động tác hết sức nhịp nhàng, đẹp mắt, khi thì uốn cong người ra phía sau, lúc thì đưa hai đầu gối lên cao tì chân vào mình ngựa, cho ngựa phi nhanh, chạy vòng tròn. Các động tác được thực hiện dứt khoát theo nhịp hô của huấn luyện viên. Thỉnh thoảng các em bày tỏ sự yêu mến với chú ngựa của mình bằng cách khom người xuống vỗ nhè nhẹ vào mình ngựa. Những cú ngã ngựa là chuyện thường xảy ra trong mỗi buổi tập. Những ai đã tham gia học cưỡi ngựa thì khó tránh khỏi việc ngã ngựa một vài lần. 

### Tương tác

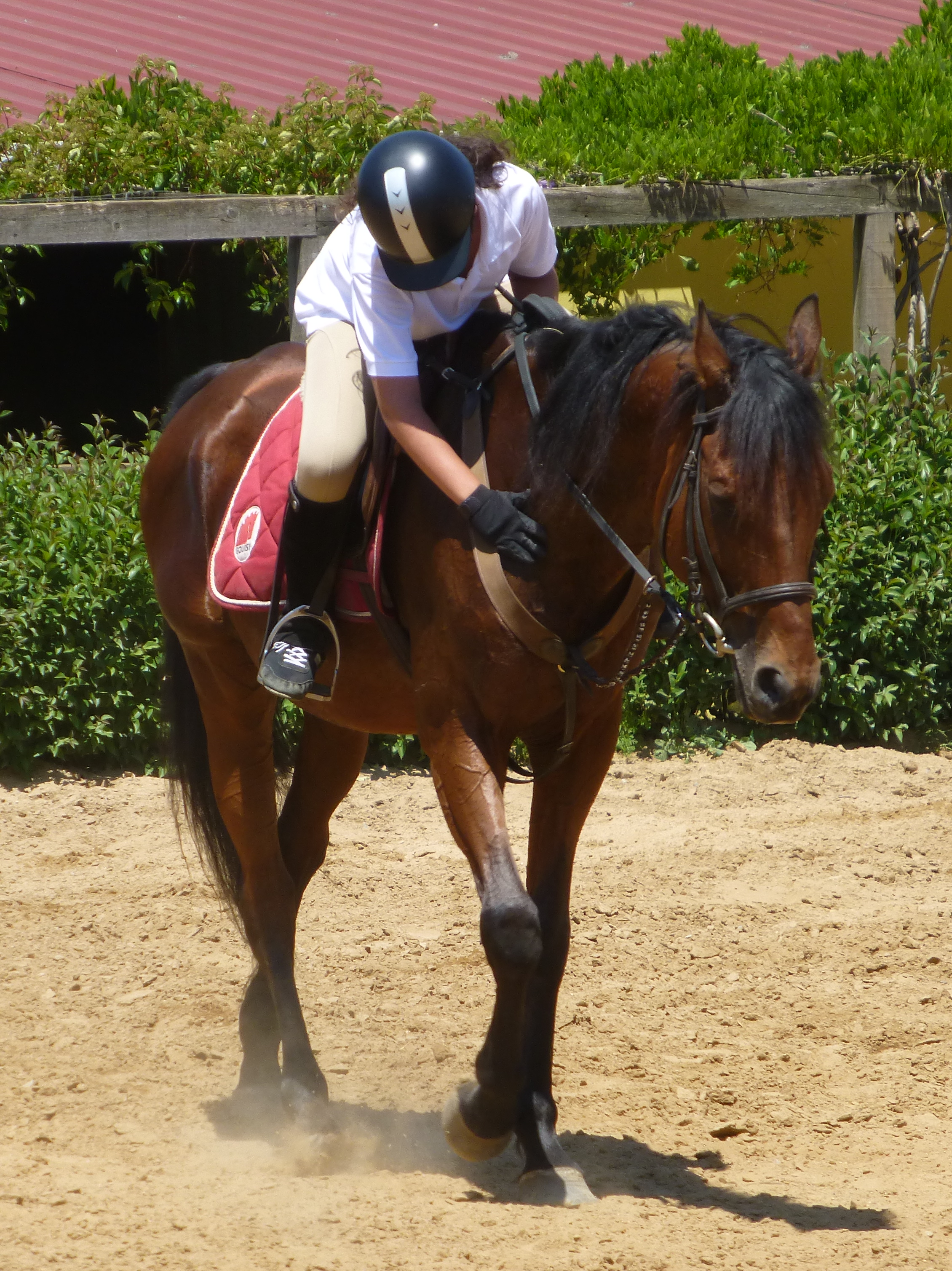
Học viên tương tác với ngựa trong khi tập

Cưỡi ngựa đòi hỏi người chơi phải có tình cảm và biết tương tác với con vật, biết được đặc tính của từng con ngựa để điều khiển cho người và ngựa giống như hai người bạn, phối hợp nhịp nhàng trong mọi động tác, không chỉ hướng dẫn học viên những kỹ năng điều khiển ngựa, mà các huấn luyện viên còn dạy cách âu yếm, vỗ về ngựa, xây dựng tình cảm giữa người và ngựa bằng cách giúp những người nuôi ngựa cho ngựa ăn cỏ, uống nước, tắm ngựa, vệ sinh chuồng. Ngựa là con vật rất khôn ngoan nên sẽ trở nên thân thiện với những người thường xuyên chăm sóc nó, việc chăm sóc ngựa giúp người cưỡi dễ dàng làm quen với chú ngựa của mình và điều khiển chúng được theo ý muốn, ở châu Âu học viên sẽ tự tay làm vệ sinh cho ngựa trước khi cưỡi.

### Di chuyển
Những con ngựa chạy nhanh chân dài hơi mới là ngựa bền. Khi ngựa chạy đã oải, chạy hết nổi ấy là ngựa bết. Ngựa bở là ngựa dở, chỉ chạy được một đoạn ngắn rồi bết. Tốc độ nhanh chậm của ngựa gọi là nước. Cho ngựa chạy lúp xúp là nước kiệu nhỏ, nhanh một chút là kiệu lớn. Chạy nhanh là phi (như bài hát "Ngựa phi đường xa"), ở nông thôn cũng gọi là tế. Phi, tế thật nhanh, phóng từng cặp chân bước thật dài gọi là sải. Nhảy chồm hai chân trước lên là cất (cất vó, tung vó). Nước hay là những con ngựa chạy chân reo, hai chân xuống, hai chân lên, nghe như nhịp gõ cây, như điệu nhạc. Ngựa chạy chân ba, ba chân xuống một chân lên không hay bằng vì hơi bị tức.
Tốc độ nhanh chậm của ngựa gọi là nước. Cho ngựa chạy lúp xúp là nước kiệu nhỏ, nhanh một chút là kiệu lớn. Chạy nhanh là phi (như bài hát "Ngựa phi đường xa"), ở nông thôn cũng gọi là tế. Phi, tế thật nhanh, phóng từng cặp chân bước thật dài gọi là sải. Nhảy chồm hai chân trước lên là cất (cất vó, tung vó). Nước hay là những con ngựa chạy chân reo, hai chân xuống, hai chân lên, nghe như nhịp gõ cây, như điệu nhạc. Ngựa chạy chân ba, ba chân xuống một chân lên không hay bằng vì hơi bị tức. Ngựa cưỡi thường được chăm sóc bề ngoài nhiều hơn, hớt bờm hớt gáy cho đẹp. Có con ngựa nhẹ cương, giật sơ đã chạy, có con ngựa nặng cương phải giật mạnh và giục liên hồi.

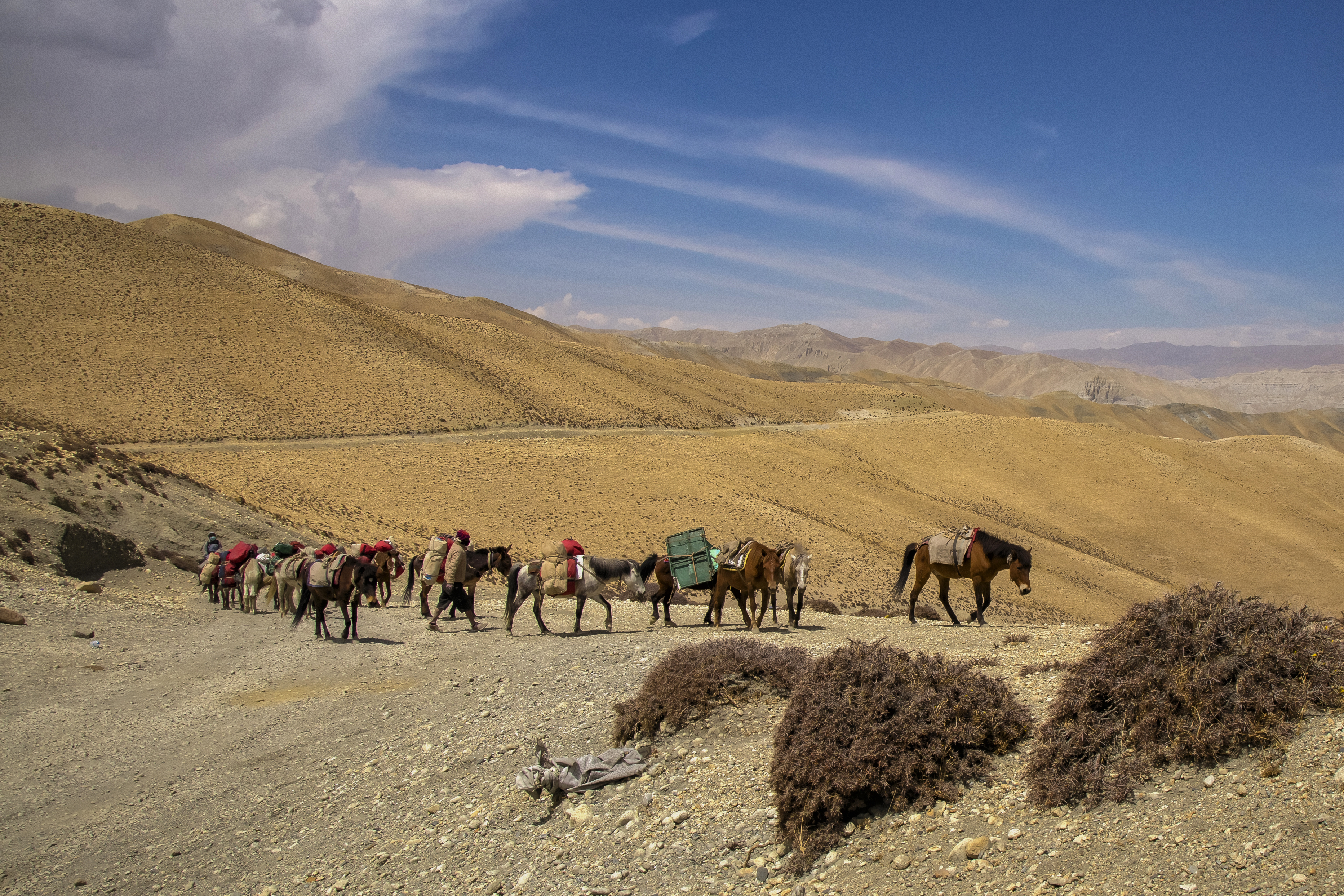
Đoàn lữ hành Caravan ở thung lũng Kali Gandaki, Nepal

Ngựa mập quá đâm ra chậm chạp gọi là ngựa nục. Ngựa có một số tật. Như Ngựa sa tiền là lúc đi thỉnh thoảng bị chúi tới trước. Ngựa đâm thường hay đâm vô lề đường. Ngựa trớ là ngựa nhát, hay tràng tránh. Ngựa chứng là ngựa ít muốn tuân phục người cỡi, không chịu cương, chồm lên cao, nhảy dựng hoặc chưa chi đã cất chạy. Người mới tập hoặc cỡi yếu không dám cỡi ngựa chứng. Những con ngựa chạy nhanh chân dài hơi mới là ngựa bền. Khi ngựa chạy đã oải, chạy hết nổi ấy là ngựa bết. Ngựa bở là ngựa dở, chỉ chạy được một đoạn ngắn rồi bết. 

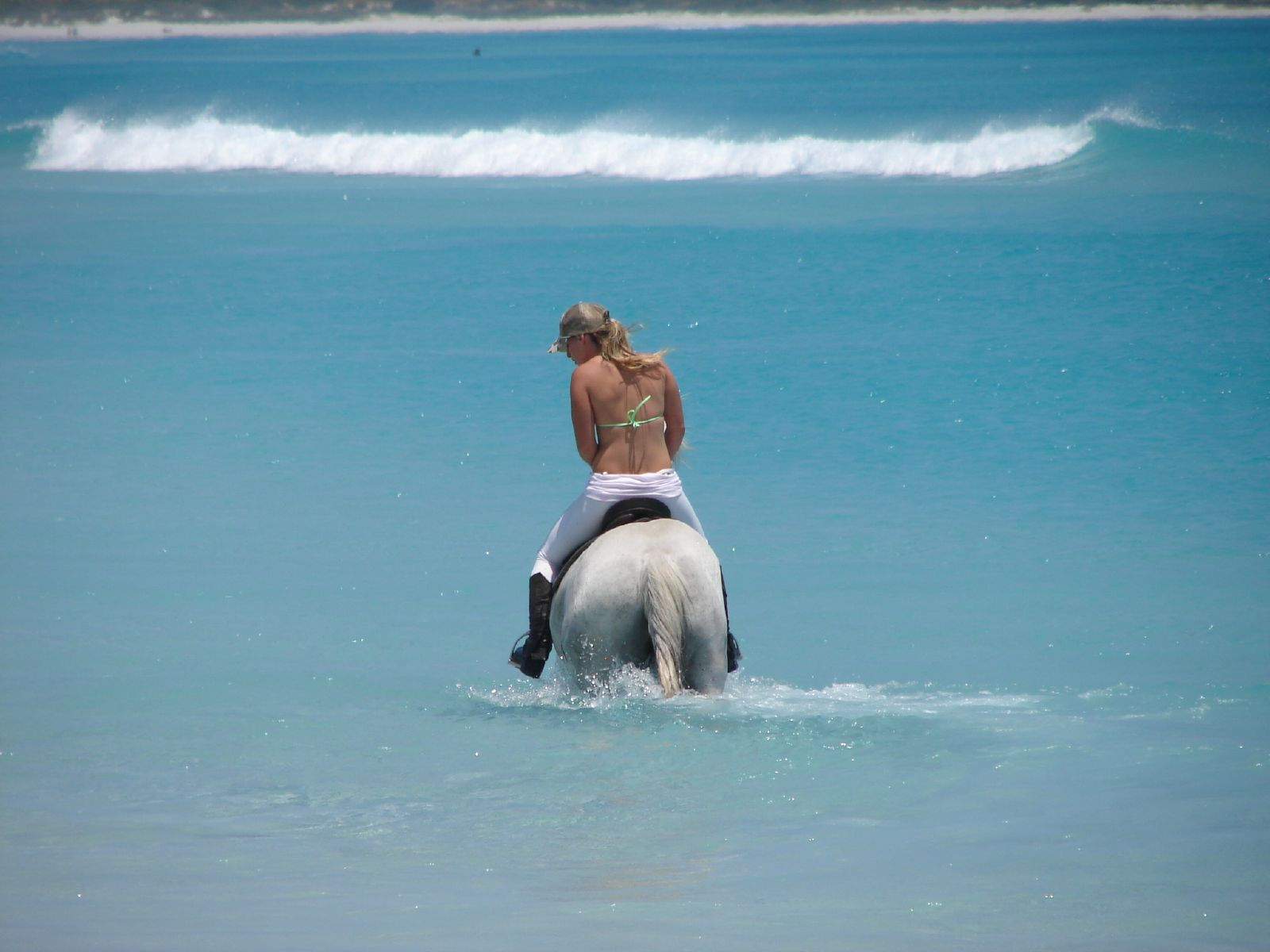
Cưỡi ngựa thể thao

Cử động của ngựa có rất nhiều từ mô tả động tác đi hay chạy của ngựa như đi, bước, rảo, chạy, nhảy, kiệu, phóng, vút, phi (bay), tế, sải, lao, vọt, phốc. Trong tiếng Anh, ngoài 4 cách đi chạy căn bản, còn có rất nhiều từ mô tả khác như "two beat pace", "four beat ambling", "rack", "running walk", "tölt" hay "diagonal fox trot". Nhìn chung, có 4 cách đi chạy căn bản ở ngựa: 
- Di chậm (four beat walk) với vận tốc 6,4 km/giờ.
- Chạy nước kiệu hay chạy lúp xúp (two beat trot hay jog) với vận tốc 13–19 km/giờ.
- Phi (canter, lope, a three beat gait) với vận tốc 19–24 km/giờ
- Phi nước đại (gallop) với vận tốc trung bình 40–48 km/giờ, nhưng khi nước rút trong ngắn hạn có thể tới 88 km/giờ.

Trong tiếng Việt, dựa vào nước chạy, dựa vào sức khỏe có thể phân ra:
- Ngựa tế (chạy đua nước lớn), người ta thường gọi là tế ngựa hay thúc ngựa, làm cho con ngựa tăng tốc đột ngột
- Ngựa kiệu (chạy lúp xúp) là những con ngựa chạy nước kiệu, bước đều.
- Ngựa sải (nhảy theo sải) với những bước dài
- Có ngựa bền (chạy dai sức): Những con ngựa bền nhất có thể gọi là thiên lý mã (ngựa đi ngàn dặm một ngày)
- Ngựa bở (chạy yếu sức): Là những con ngựa yếu ớt
- Ngựa nhanh (khoái mã): Là những con ngựa chạy nhanh, tốc độ cao.
- Ngựa cu: Dù ngựa sắc gì hễ nhỏ con đều gọi là ngựa cu.
- Ngựa nục: Ngựa mập quá đâm ra chậm chạp gọi là ngựa nục[8].

## Loại hình

### Thể thao

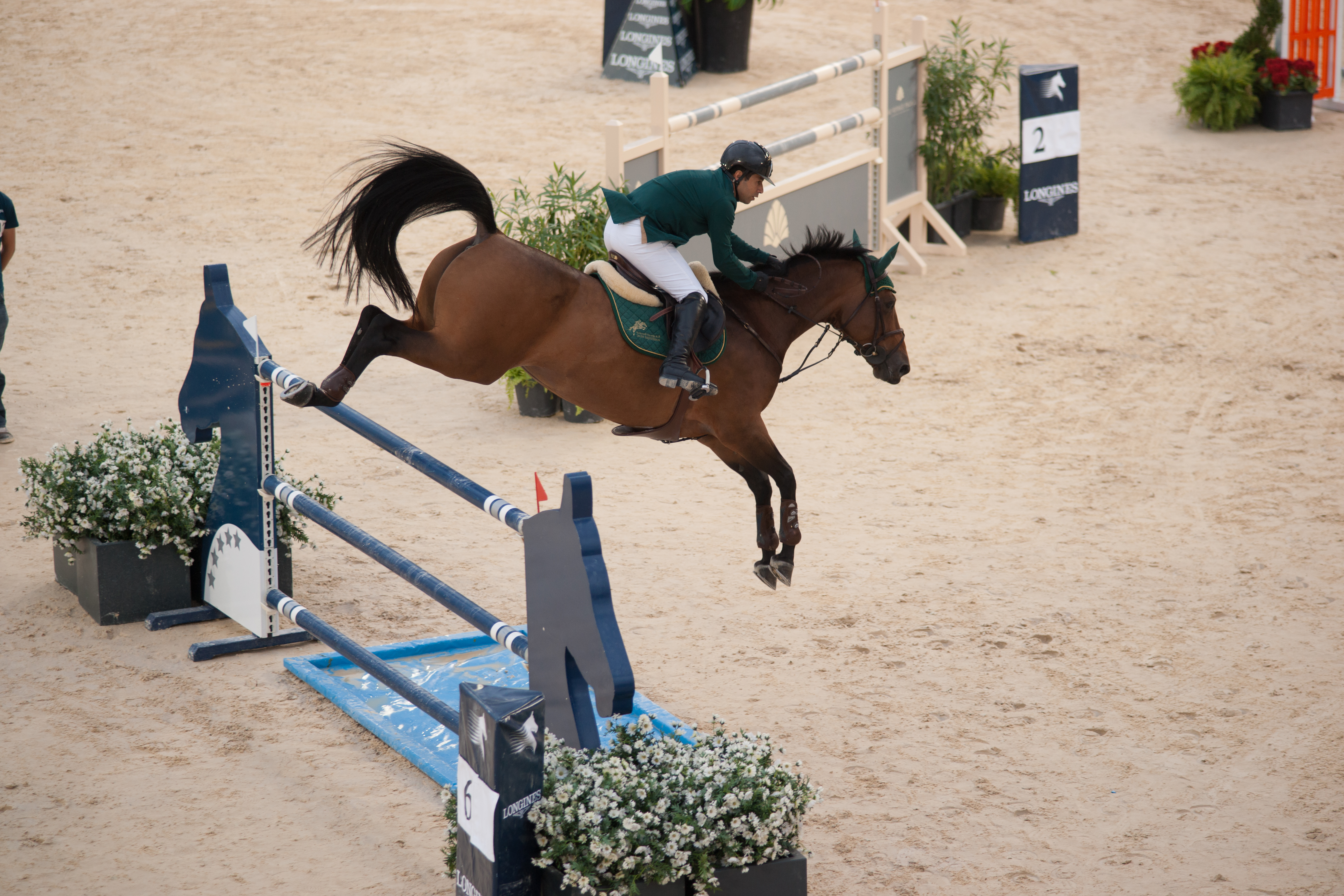
Môn thi cưỡi ngựa vượt chướng ngại vật

Ngày nay, nhiều môn thể thao, chẳng hạn như dressage (trang điểm), eventing (thử ngựa) và nhảy cao, đều có nguồn gốc từ trong chương trình huấn luyện quân sự, được tập trung vào việc kiểm soát và cân bằng giữa người cưỡi ngựa và ngựa. Hay một môn thể thao khác, chẳng hạn như nhảy ngựa rodeo (người cưỡi ngựa ngồi trên lưng ngựa giữ không bị rơi xuống khi ngựa tung nhảy) rất phổ thông ở Tây Ban Nha, Mexico và sau đó là Hoa Kỳ, Canada, Nam Mỹ và Úc. Hay thể thao theo phong cách săn bắn.
Một con ngựa được đào tạo là một vận động viên tuyệt vời. Hầu hết những con ngựa không bình thường, nó có thể phi nước kiệu trong nhiều giờ mà không nghỉ ngơi. Một con ngựa quý phù hợp có thể chạy nước rút một phần tư dặm (402 mét) trong vòng chưa đầy 21 giây và có thể nhảy một hàng rào cao hơn bảy feet (2.1 mét). Thể thao cưỡi ngựa là làm hầu hết các kỹ năng, cho nên cũng thúc đẩy các vận động viên phải hoàn thiện những kỷ năng tốt khi trở thành người cưỡi ngựa.
Trong sự kiện thể thao, người và ngựa phải hợp tác để đạt được sự thành công tối đa.Trong lịch sử cưỡi ngựa, người cưỡi ngựa phải được huấn luyện các kỹ năng chuyên môn trong các trò chơi và các cuộc đua. Thể thao cưỡi ngựa cung cấp giải trí cho đám đông. Các Hội đồng ngựa ở Mỹ ước tính rằng các hoạt động ngựa liên quan có tác động trực tiếp đến nền kinh tế của Hoa Kỳ của trên 39 tỷ USD và chi tiêu gián tiếp được coi là có tác động hơn 102 tỷ USD.
Một trong những trò chơi thể thao mà nhiều nước ưa thích đó là trò đua ngựa, đua ngựa đem lại sự thích thú, sảng khoái, tiền bạc cho người cá độ. Ngựa có sức ảnh hưởng kinh tế lớn. Có khoảng 4.6 triệu người Mỹ làm việc trong ngành công nghiệp liên quan đến ngựa theo cách này hay cách khác. Ngành công nghiệp ngựa Mỹ ước tính có ảnh hưởng kinh tế lên đến 39 tỷ USD mỗi năm.
Qua thử nghiệm nước bọt của 130 thanh thiếu niên tham gia khóa học cưỡi ngựa kéo dài 12 tuần, nghiên cứu nhận thấy những em được dành thời gian thư giãn bên loài vật bốn chân này có nồng độ hormone gây stress thấp hơn đáng kể so với nhóm đối chứng. Tương tác với các loài vật có tác động tốt tới trẻ em, các em có 90 phút mỗi tuần học cách chải lông ngựa và cưỡi ngựa đồng thời cung cấp mẫu nước bọt trước và sau khóa học để các nhà khoa học phân tích nồng độ hormone gây stress cortisol. những em tham gia vào chương trình duy trì mức hormone stress thấp trong suốt ngày và buổi chiều so với nhóm còn lại.
Những năm gần đây, phong trào học cưỡi ngựa tại Thành phố Hồ Chí Minh đang phát triển khá mạnh. Có bốn yếu tố cản trở người Việt đến với môn cưỡi ngựa: đó là nắng, nóng, bụi và tình yêu loài vật. Yếu tố cuối cùng là một phần trong văn hóa. So với giá học cưỡi ngựa trong khu vực, chi phí ở Việt Nam rẻ nhất. Một tiết học 45 phút là 400.000 đồng, nếu đóng trọn gói ba tháng (12 tiết học) hoặc có thành viên gia đình tham gia thì được giảm 15-20%. Tất cả đều là ngựa nhỏ (pony) so với chuẩn ngựa bình thường ở phương Tây, được mua về với giá 5-20 triệu đồng/con, đắt lắm cũng chỉ 30 triệu đồng. Mỗi buổi học kéo dài trong 45 phút với giá 500.000 đồng một buổi.

### Du lịch

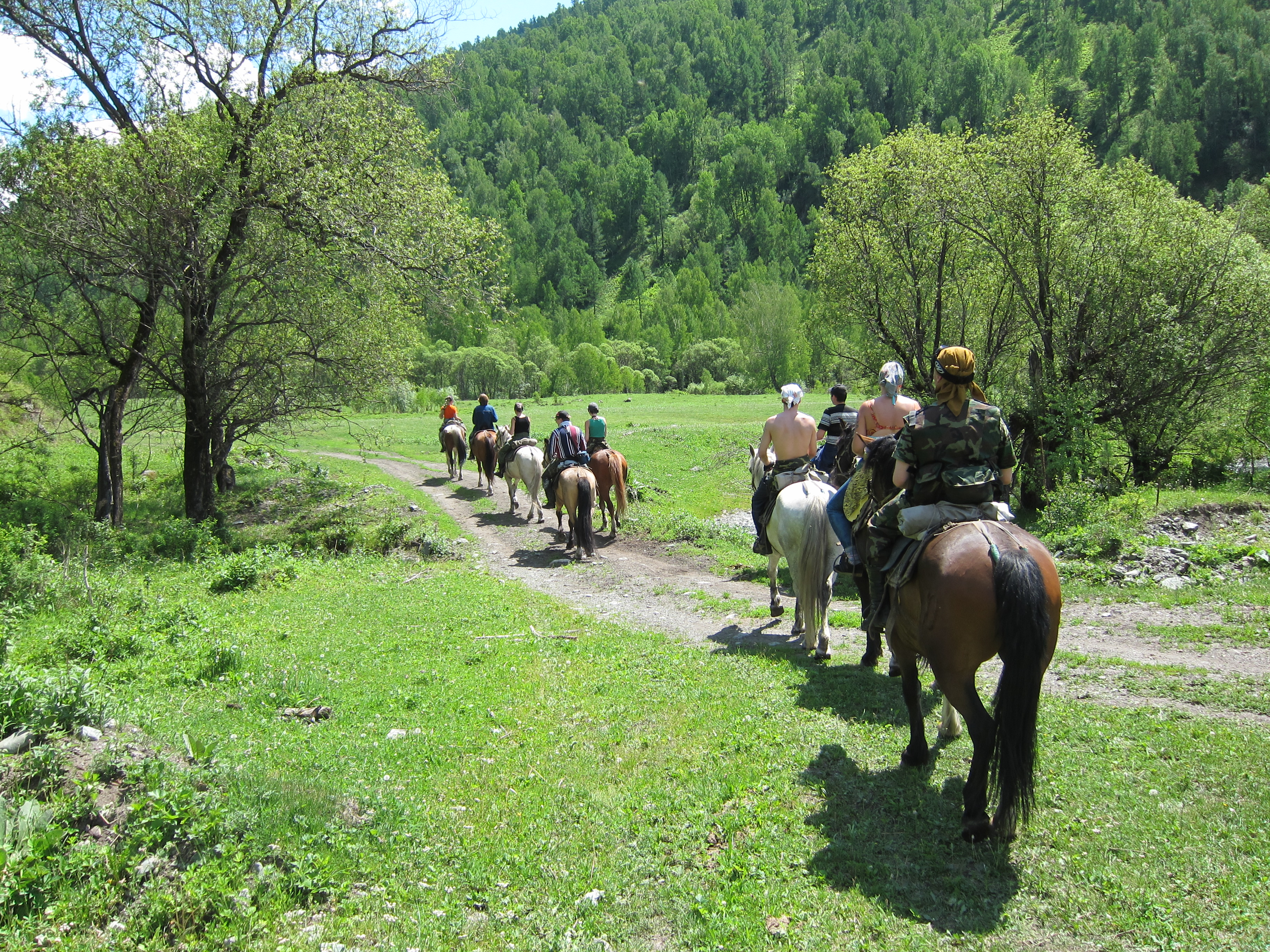
Cưỡi ngựa tại Altai, Nga

Ngày nay, cưỡi ngựa còn là loại hình du lịch. Do là biểu tượng của sự hùng dũng, oai phong nên ngựa thường được du khách chụp hình, hoặc thử một lần ngồi trên lưng ngựa. Cưỡi ngựa có 2 dạng là cưỡi các đồi dốc và ngựa xe với số lượng người đông. Những con ngựa này được thuần hoá, được trang bị một bộ khớp (tức yên) tương xứng với cái mã của nó (có giá khoảng 3 triệu đồng) để làm người mẫu cho du khách đứng gần hoặc cưỡi, dắt bộ dạo để chụp hình lưu niệm (tại các điểm tham quan du lịch như hồ Xuân Hương, Thung Lũng Tình Yêu, đồi Mộng Mơ, hồ Than Thở).
Ở Đà Lạt có những con bạch cao to đẹp mã ra đứng ở bờ hồ Xuân Hương phục vụ du khách, chúng thuộc giống ngựa Đà Lạt. Lúc này, con ngựa được gắn thêm mấy chiếc lông chim trên đầu trông ra dáng. Những con ngựa hồng, ngựa tía được giám mã tháp tùng, theo sát canh chừng bảo vệ du khách chưa quen cưỡi, nhất là khi ngựa phải phi vòng quanh những khu vực trò chơi quá náo nhiệt, hoặc phát ra tiếng động lớn dễ làm ngựa giật mình hoảng sợ như đi xe lửa, tập trận giả, bắn súng sơn. Nài ngựa (thường là chủ của chúng) sẽ điều khiển chúng quỳ xuống, đứng lên, chạy thong dong, phi nước đại và dừng đúng lúc. Ở Việt Nam, ngựa bạch Việt Nam có bộ lông đẹp nên đã có dịch vụ các cô dâu, chú rể thuê ngựa bạch cưỡi hoặc 2 ngựa bạch kéo xe hoa để chụp ảnh cưới. 

## Hình ảnh
Một số hình ảnh về ngựa cưỡi

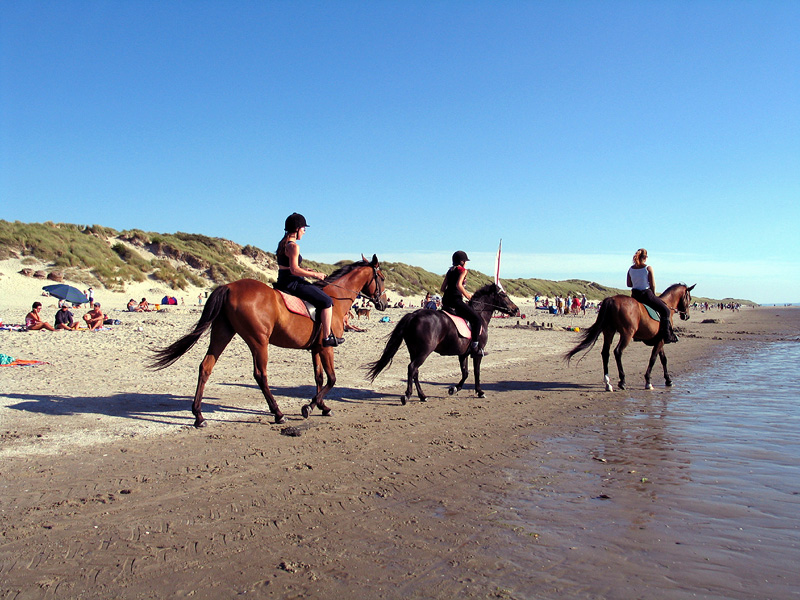
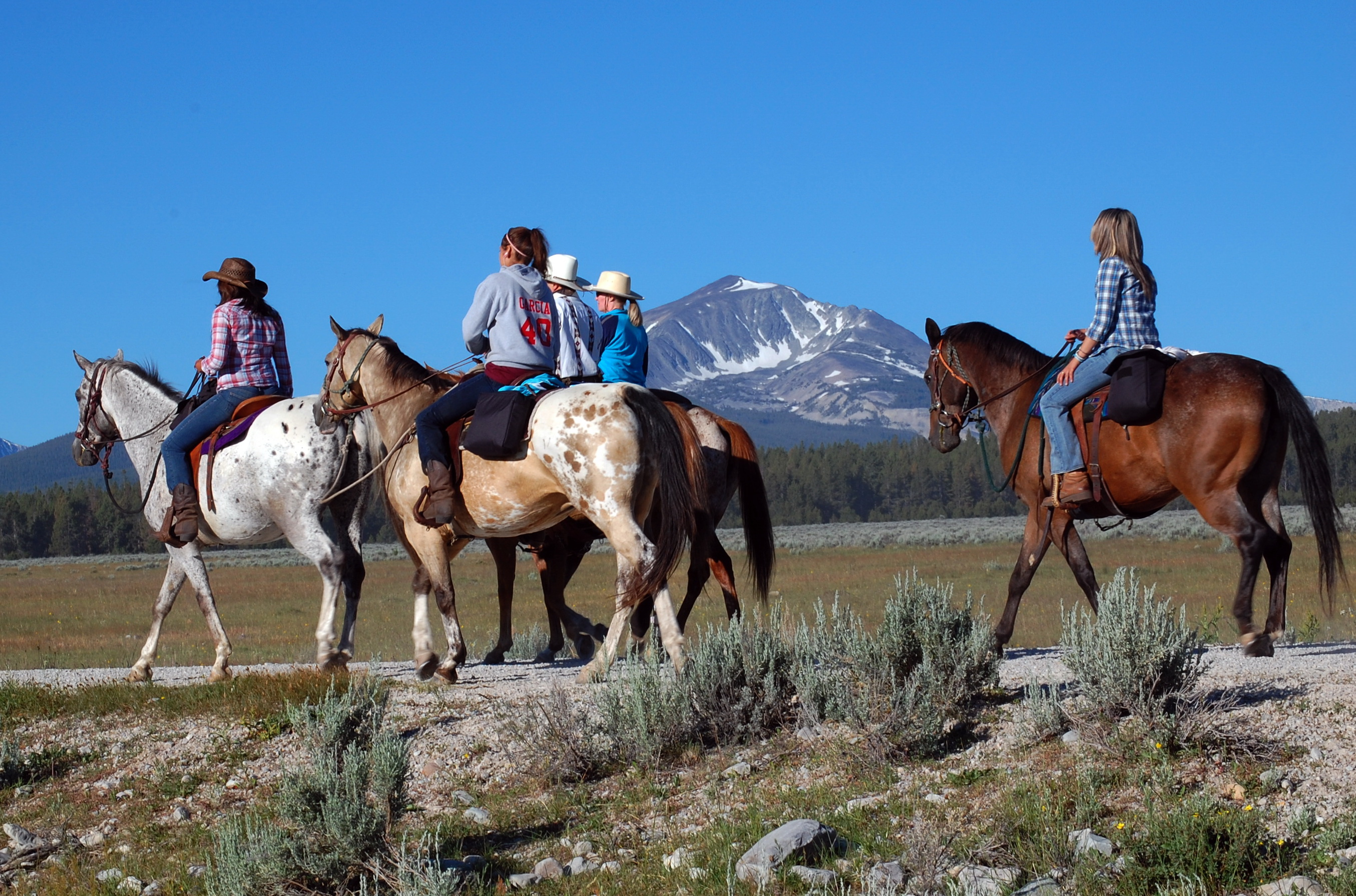
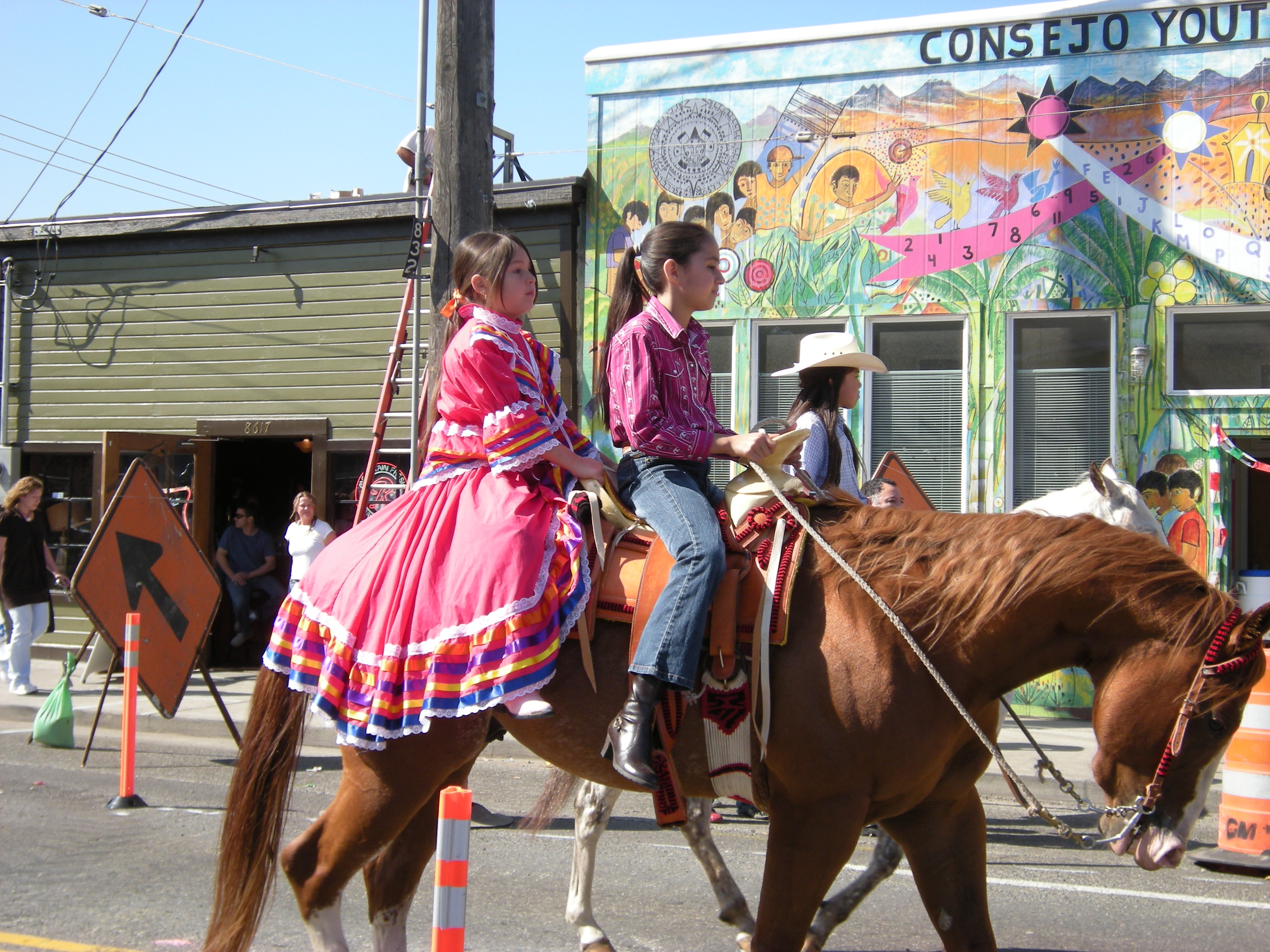
trong cuộc diễu hành Fiestas Patrias năm 2008 ở South Park, Seattle, Washington.
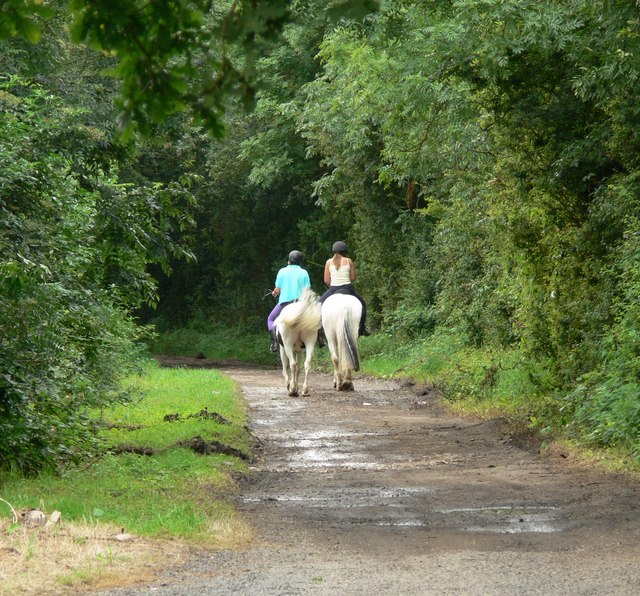
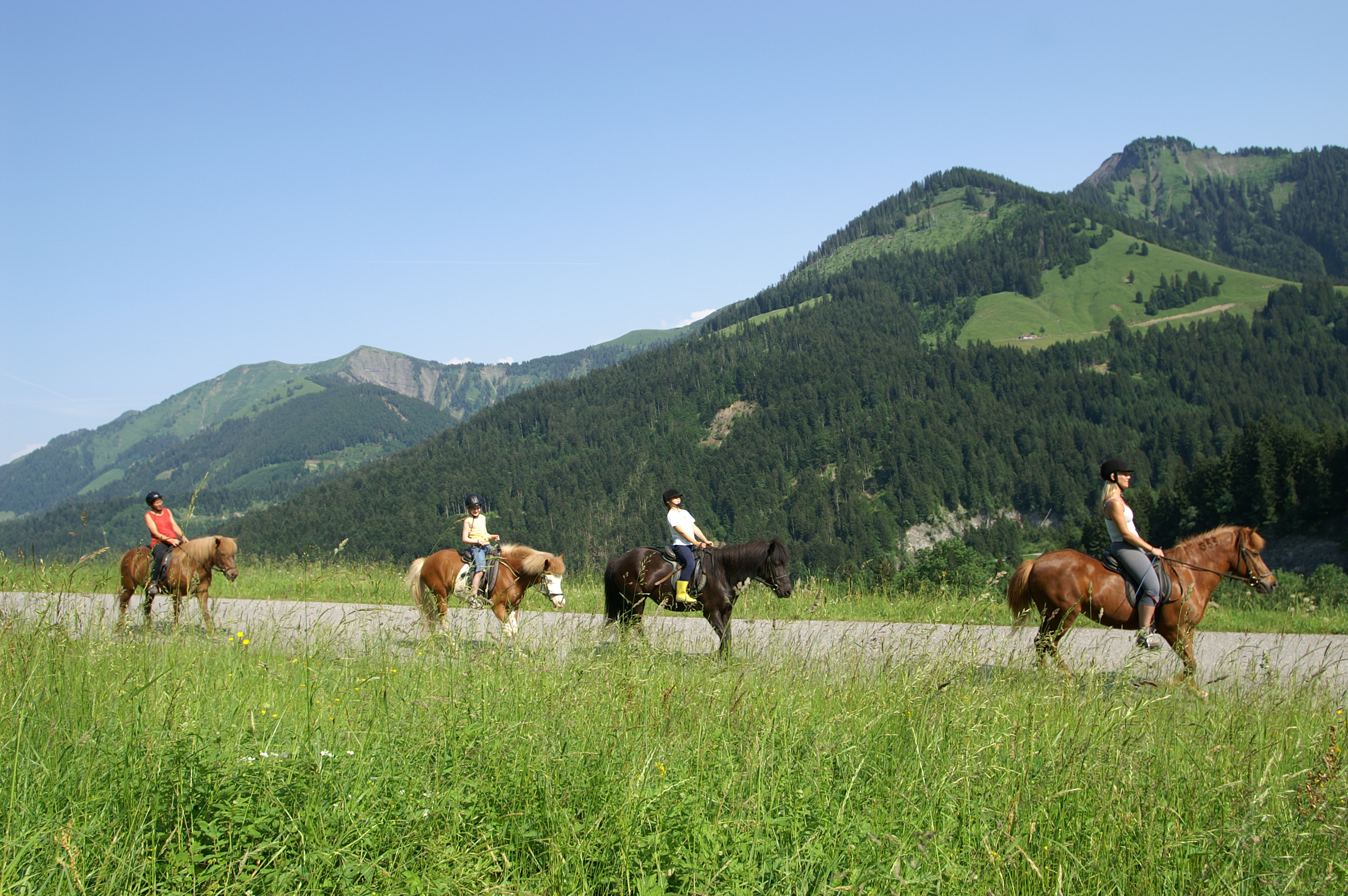
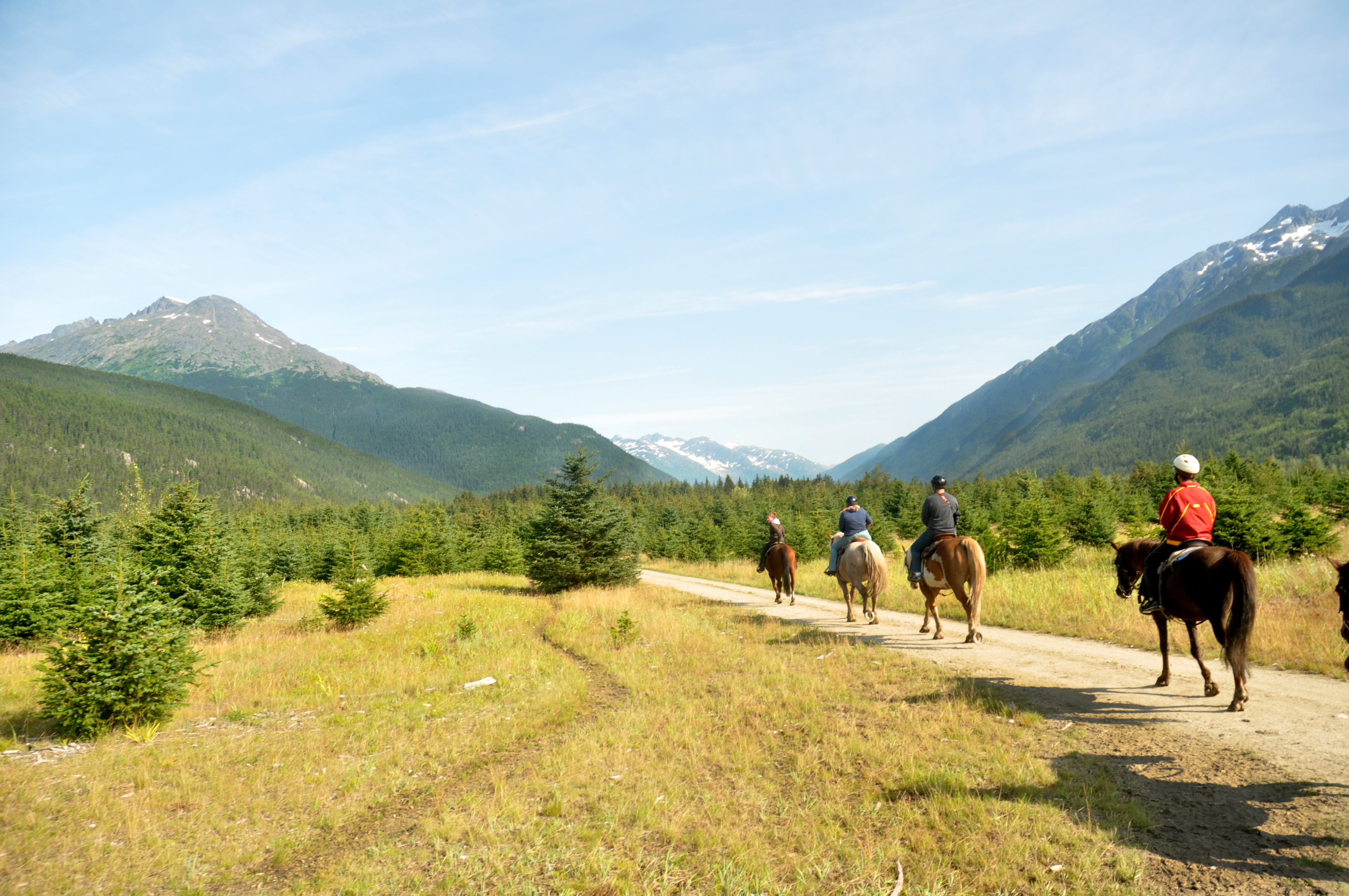
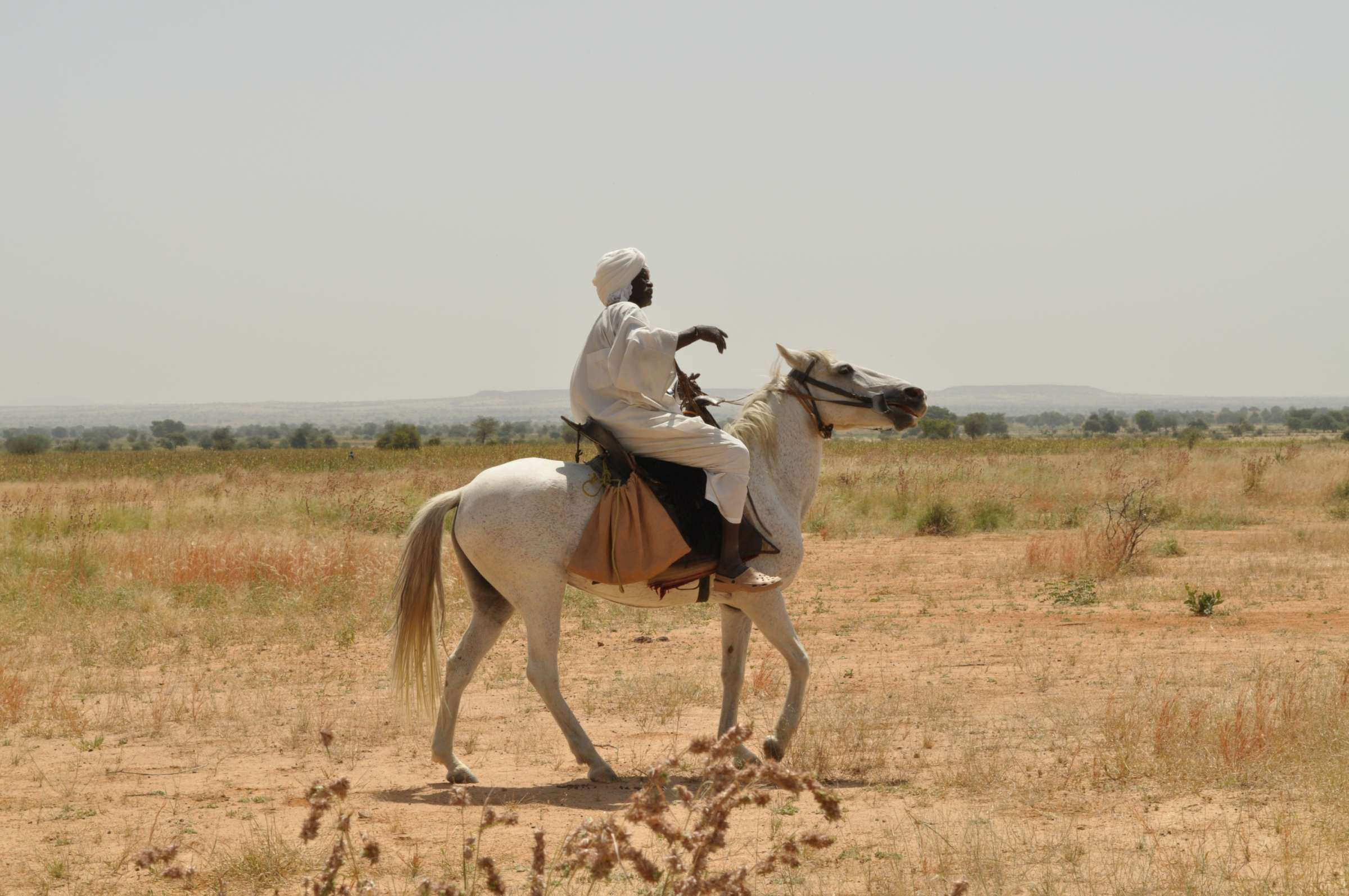
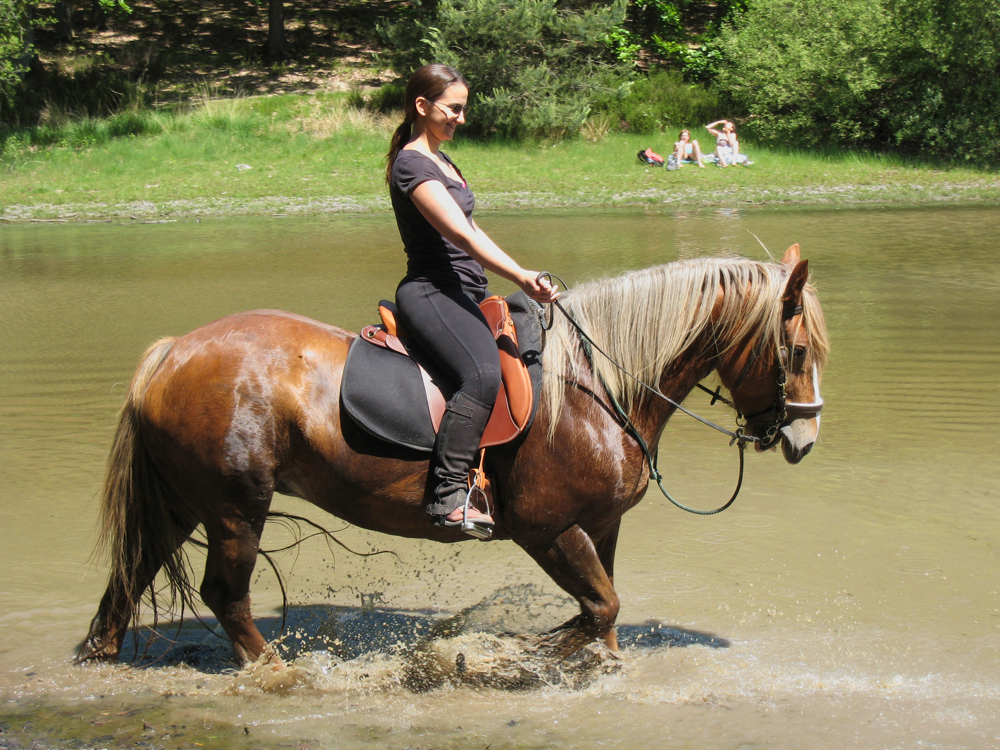
Một giống ngựa cưỡi (ngựa có thể trọng lớn)
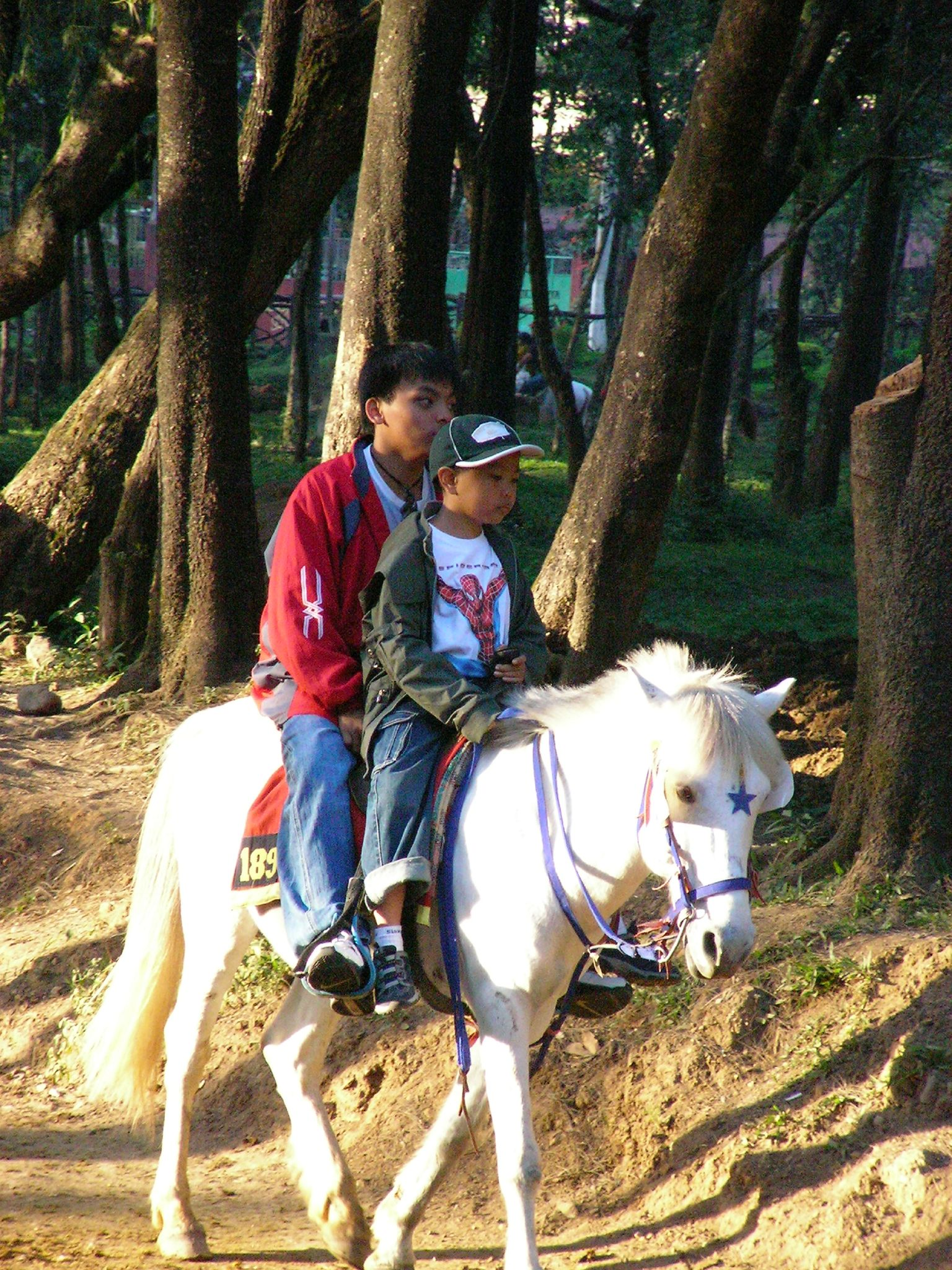
Cưỡi ngựa du lịch ở công viên